# 17. Juli
Der 17. Juli ist der 198. Tag des gregorianischen Kalenders (der 199. in Schaltjahren), somit bleiben noch 167 Tage bis zum Jahresende.

## Ereignisse

### Politik und Weltgeschehen
- 1134: In der Schlacht von Fraga besiegt zur Zeit der Reconquista ein Heer der Almoraviden das von König Alfons I. von Aragón angeführte christliche Heer.
- 1203: Die Kreuzfahrer des Vierten Kreuzzugs dringen in einen Teil des von ihnen belagerten Konstantinopel ein. Kaiser Alexios III. flieht in Panik nach Thrakien, was zur Einstellung weiterer Kämpfe der Byzantiner führt.
- 1210: Der zwei Jahre zuvor vertriebene König Sverker II. kehrt mit einem dänischen Heer nach Schweden zurück. In der Schlacht bei Gestilren scheitern seine Rückkehrpläne auf den Thron an der Armee des neuen Regenten Erik X., Sverker fällt in dieser Schlacht.
- 1245: Papst Innozenz IV. setzt auf dem Konzil von Lyon Kaiser Friedrich II. aus mehreren vorgetragenen Gründen ab. Der Kaiser weigert sich, seine Amtsenthebung anzuerkennen.
- 1253: Auf der Lippebrücke bei Werne gründen Dortmund, Soest, Münster und Lippstadt den sogenannten „Werner Bund“. Dieser westfälische Städtebund wird zu einem Vorläufer der Städtehanse.

1402: Kaiser Yongle

- 1402: Im China der Ming-Dynastie besteigt Prinz Zhū Dì unter dem Herrschernamen Yongle den Thron, nachdem er sich in einem dreijährigen Bürgerkrieg mit Kaiser Jianwen durchgesetzt hat.

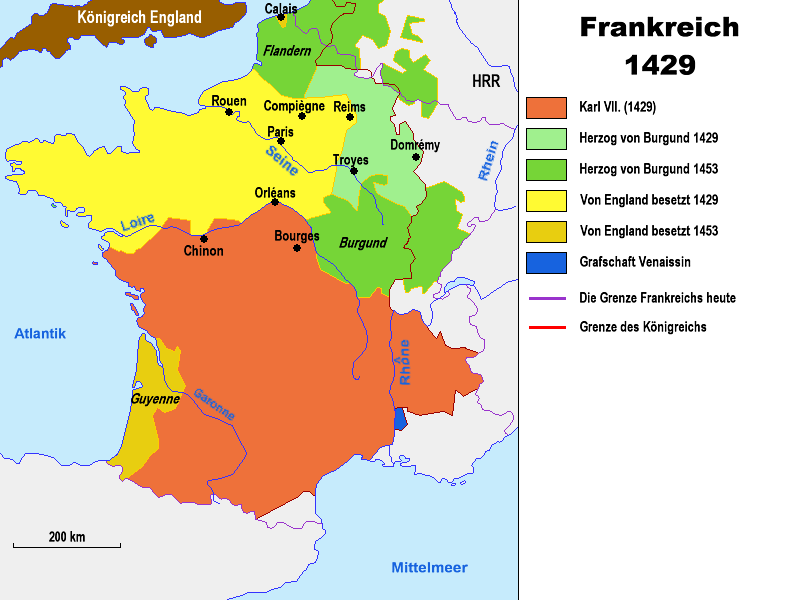
1453: Frankreich während des Hundertjährigen Krieges

- 1453: Der Hundertjährige Krieg endet mit der Schlacht bei Castillon, in welcher die Franzosen siegen. England verliert damit, abgesehen von Calais, seinen Besitz in Frankreich.
- 1610: Nach der Niederlage eines überlegenen russischen Heeres im Krieg mit Polen-Litauen wird Zar Wassili IV. von innenpolitischen Gegnern gestürzt, zu einem einfachen Mönch geschoren und ins Kloster verbannt.
- 1762: Peter III., der wenige Tage zuvor unter Zwang als russischer Zar abgedankt hat, wird mutmaßlich von Alexei Grigorjewitsch Orlow erdrosselt.
- 1791: Nach einem Schuss auf den Oberbefehlshaber der französischen Nationalgarde, Lafayette, antworten in Paris seine Soldaten mit Gegenfeuer in eine Menschenmenge. Sie lösen das Massaker auf dem Marsfeld und eine Massenpanik aus. Die Menschen sind gekommen, um eine republikanische Petition zu unterschreiben.
- 1793: Am Tag nach den nationalen Begräbnisfeierlichkeiten für ihr Opfer Jean Paul Marat wird Charlotte Corday auf dem Schafott hingerichtet.
- 1821: Florida geht als Folge des 1819 geschlossenen Adams-Onís-Vertrages in US-amerikanische Verwaltung über.
- 1861: Die Regierung Mexikos erklärt ihre Unfähigkeit, ausländische Gläubiger zu bezahlen. Der Staatsbankrott ruft Frankreich, Großbritannien und Spanien auf den Plan.
- 1866: In Bern wird der Hülfsverein für schweizerische Wehrmänner und deren Familien, das Schweizerische Rote Kreuz, gegründet.
- 1878: Die Kinderarbeit in Deutschland wird auf Heimarbeit und Landwirtschaft beschränkt.
- 1911: In Arbon (Thurgau) in der Schweiz beginnt ein internationaler Sozialistenkongress mit 8.000 Teilnehmern.
- 1915: Die Zweite Isonzoschlacht während des Ersten Weltkriegs beginnt.

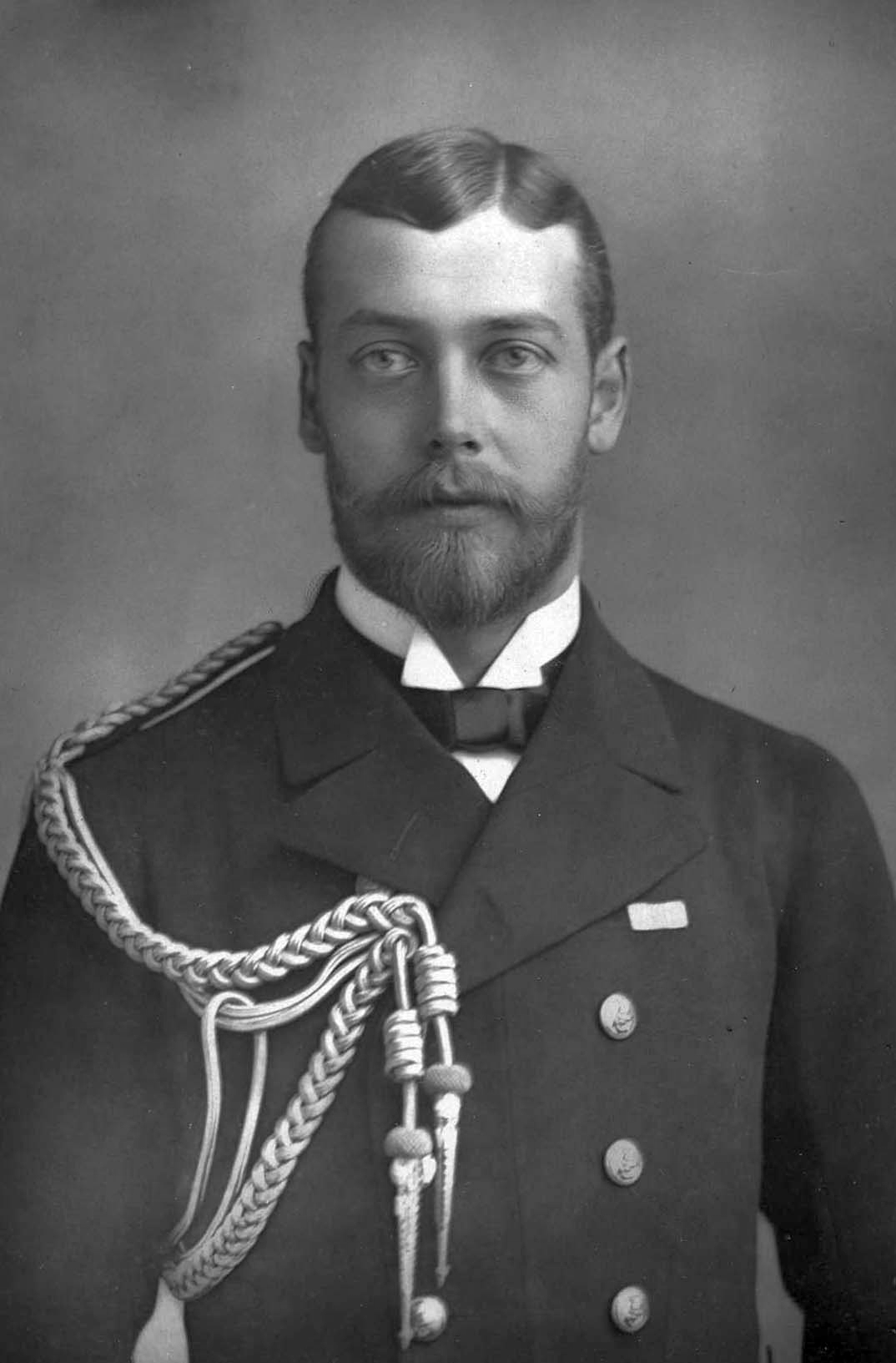
George V.

- 1917: Der britische König Georg V. benennt das königliche Haus Sachsen-Coburg und Gotha wegen des innenpolitischen Drucks und des Krieges mit Deutschland in Windsor um.
- 1918: Der russische Zar Nikolaus II. wird zusammen mit seiner Frau, seinen vier Töchtern und seinem Sohn, dem russischen Thronfolger Alexei, in Jekaterinburg ermordet.
- 1918: Monaco und Frankreich schließen einen Schutzvertrag.
- 1919: Die Finnische Verfassung von 1919 tritt in Kraft.
- 1932: Der Altonaer Blutsonntag fordert 18 Tote und zahlreiche Verletzte.
- 1936: Mit einem Militärputsch der nationalen Rechten unter General Franco in Spanisch-Marokko beginnt der bis 1939 dauernde Spanische Bürgerkrieg.
- 1941: Alfred Rosenberg wird per Führererlass zum „Reichsminister für die besetzten Länder Osteuropas“ ernannt.

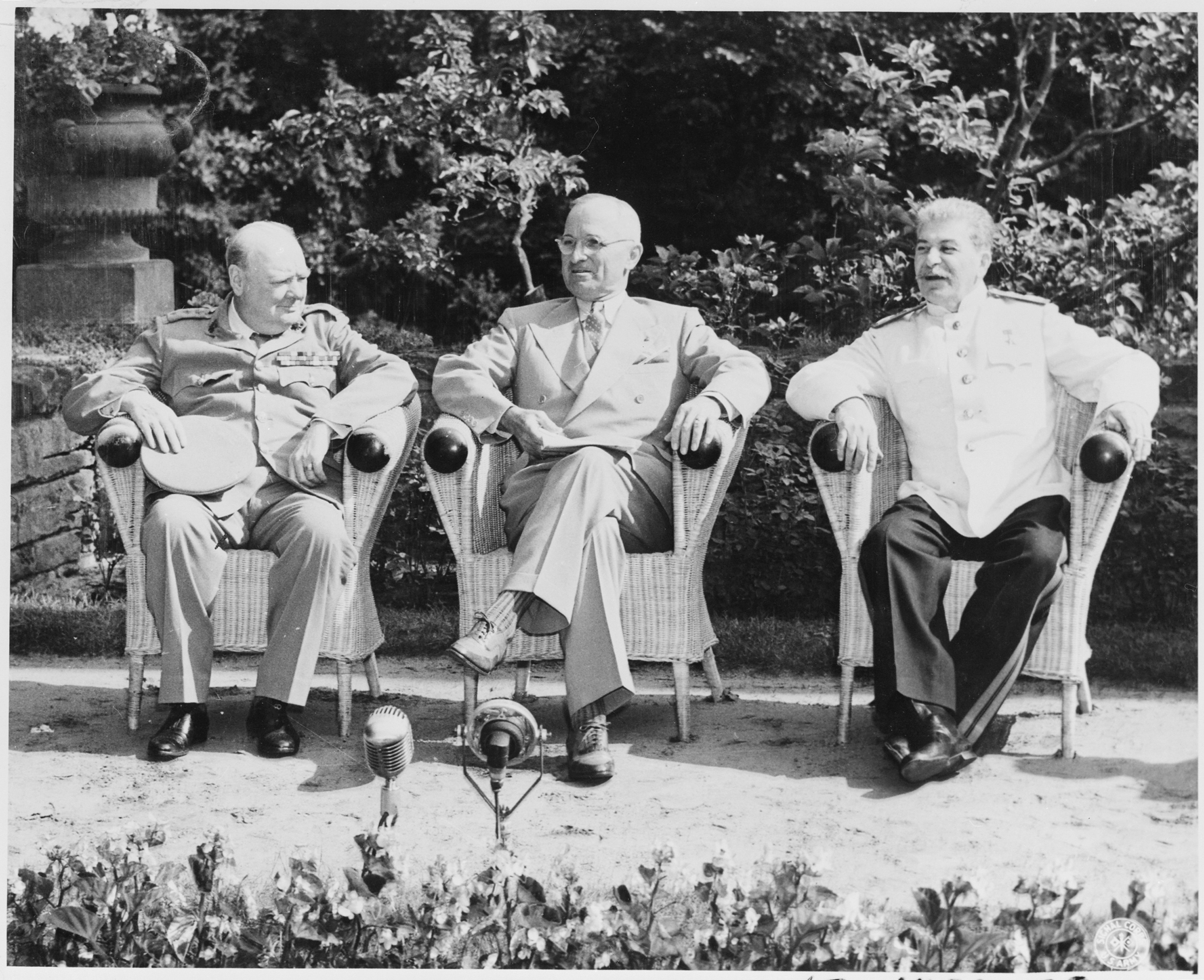
1945: Churchill, Truman und Stalin (v. l. n. r.) während der Potsdamer Konferenz

- 1945: Im Schloss Cecilienhof beginnt die Potsdamer Konferenz, ein Gipfeltreffen der drei Hauptalliierten des Zweiten Weltkrieges zur Beratung über ihr weiteres Vorgehen.
- 1946: In Berlin wird die Zusammenlegung des nördlichen Rheinlands mit Westfalen zum Land Nordrhein-Westfalen bekannt gegeben.
- 1951: Baudouin I. legt den Eid auf die belgische Verfassung ab und wird damit König der Belgier.
- 1968: Militärputsch im Irak, Präsident Abd ar-Rahman Arif wird abgesetzt, Gründung des Revolutionären Kommandorats der Baath-Partei (innerhalb dessen schon am 30. Juli Säuberungen stattfinden), der Jahrestag war bis 2003 Nationalfeiertag des Irak.
- 1973: Mohammed Daoud Khan setzt seinen Schwager, den afghanischen König Mohammed Zahir Schah während dessen Kuraufenthalt im Ausland ab. Er selbst wird erster Präsident der neu errichteten Republik Afghanistan.
- 1979: Nicaraguanische Revolution: Nicaraguas bisheriger Diktator Somoza flieht in die USA.
- 1987: Die Todesstrafe wird in der DDR abgeschafft.
- 1989: In Brüssel übergibt Außenminister Alois Mock Österreichs Beitrittsgesuch zur damaligen Europäischen Gemeinschaft.
- 1998: In Rom beschließen 120 Staaten die Einrichtung des Internationalen Strafgerichtshofs zur Ahndung von Völkermord, Verbrechen gegen die Menschlichkeit und Kriegsverbrechen.
- 2000: Baschar al-Assad wird Staatspräsident von Syrien.
- 2004: Pedro Santana Lopes wird Nachfolger von José Manuel Barroso als portugiesischer Ministerpräsident.

### Wirtschaft
- 1695: Durch ein Gesetz des schottischen Parlaments entsteht die Bank of Scotland.
- 1830: Barthélemy Thimonnier erhält ein Patent auf seine Nähmaschine Couseuse.
- 1856: In Breslau wird der Schlesische Bankverein gegründet.
- 1899: Eröffnung der ersten Verkaufsstelle der Konsum-, Bau- und Sparverein „Produktion“ eGmbH, Hamburg

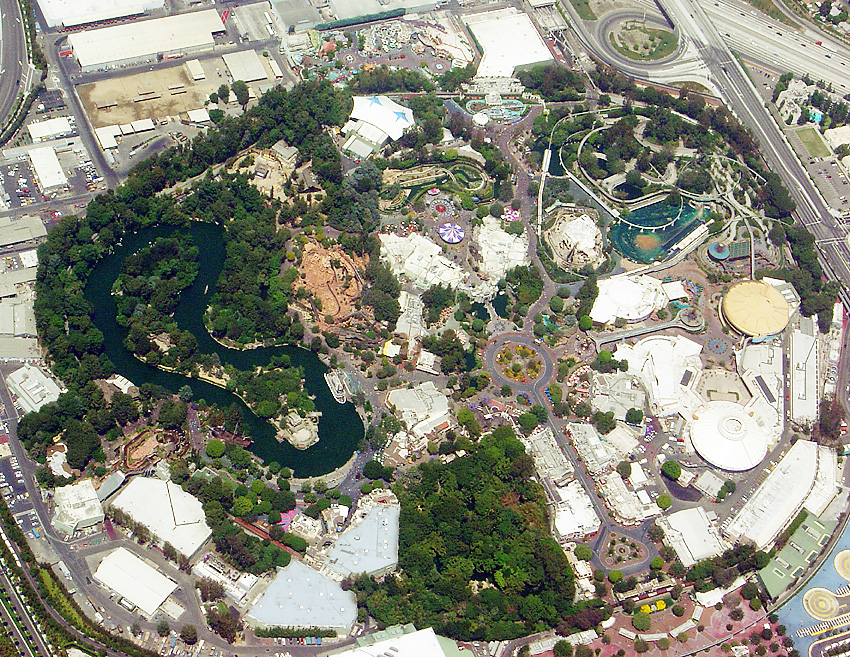
1955: Disneyland

- 1955: Im kalifornischen Anaheim öffnet Disneyland seine Pforten.
- 1974: Iran wird durch Aktienerwerb mit 25,04 Prozent Eigentümer an der Friedrich Krupp Hüttenwerke AG.
- 1995: Der NASDAQ-Aktienindex schließt mit 1.005,89 und damit erstmals mit über 1.000 Punkten.

### Wissenschaft und Technik
- 1621: Die Universität Rinteln wird eingeweiht und ihre Statuten werden ausgefertigt.
- 1840: Fünf Tage vor der offiziellen Eröffnung des Teilabschnittes Köthen–Halle der Bahnstrecke Magdeburg–Leipzig erreicht eine erste Dampflok Halle (Saale).
- 1841: In Meißen wird die erste Freiwillige Feuerwehr in Deutschland gegründet.
- 1850: William Cranch Bond und John Adams Whipple gelingt am Harvard-College-Observatorium die erste Daguerreotypie eines Sterns. Sie fotografieren die Wega im Sternbild Leier.

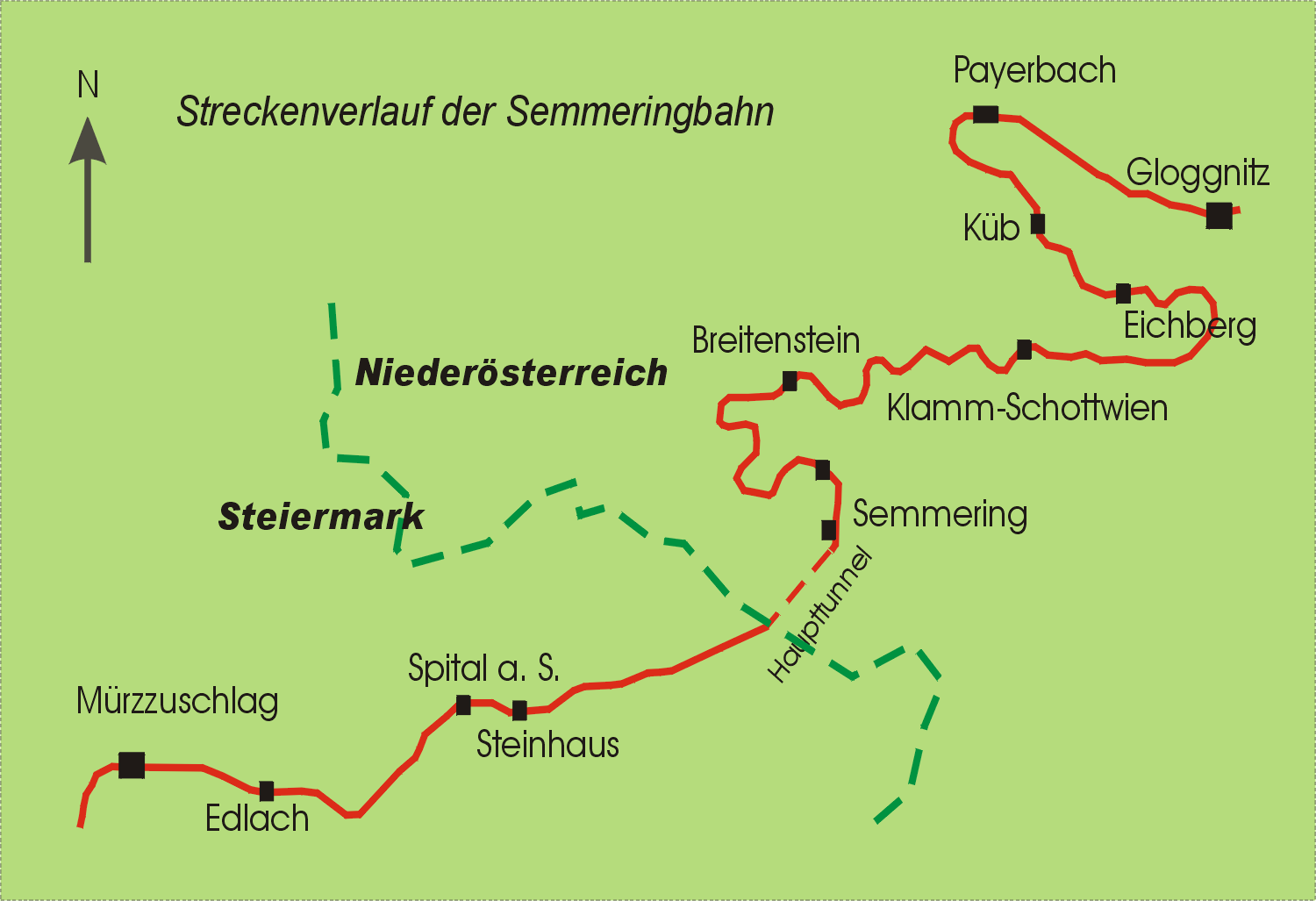
1854: Streckenverlauf der Semmeringbahn

- 1854: Mit der von Carl von Ghega erbauten Semmeringbahn wird die weltweit erste Gebirgsbahn für den Personenverkehr freigegeben.
- 1871: Zénobe Gramme führt in Paris eine Gramme-Maschine, einen dynamoelektrischen Motor mit kontinuierlicher Induktion, vor Wissenschaftlern vor.
- 1904: Das Schwimmdock der Woermann-Linie in Duala wird von Blohm + Voss in Hamburg abgeliefert und tritt im Schleppzug die Fahrt nach Kamerun an.
- 1910: Einer Gruppe unter der Führung von Georg Lahner gelingt durch Überwindung des Großen Eisabgrunds erstmals, tiefer in die Dachstein-Rieseneishöhle einzudringen.
- 1933: Nach erfolgreicher Überquerung des Atlantiks stürzen Darius und Girėnas mit ihrem litauischen Forschungsflugzeug Lituanica in der Nähe von Soldin ab.
- 1959: Mary Leakey findet in der tansanischen Olduvai-Schlucht Reste eines uralten Schädels. Die als Paranthropus boisei bezeichnete Primatenart ist der bislang älteste bekannte Vorfahre des Menschen.
- 1975: Im Rahmen des Apollo-Sojus-Test-Projekts kommt es zum ersten und einzigen Docking eines US-amerikanischen Apollo-Raumschiffs mit einem sowjetischen Sojus-Raumschiff.

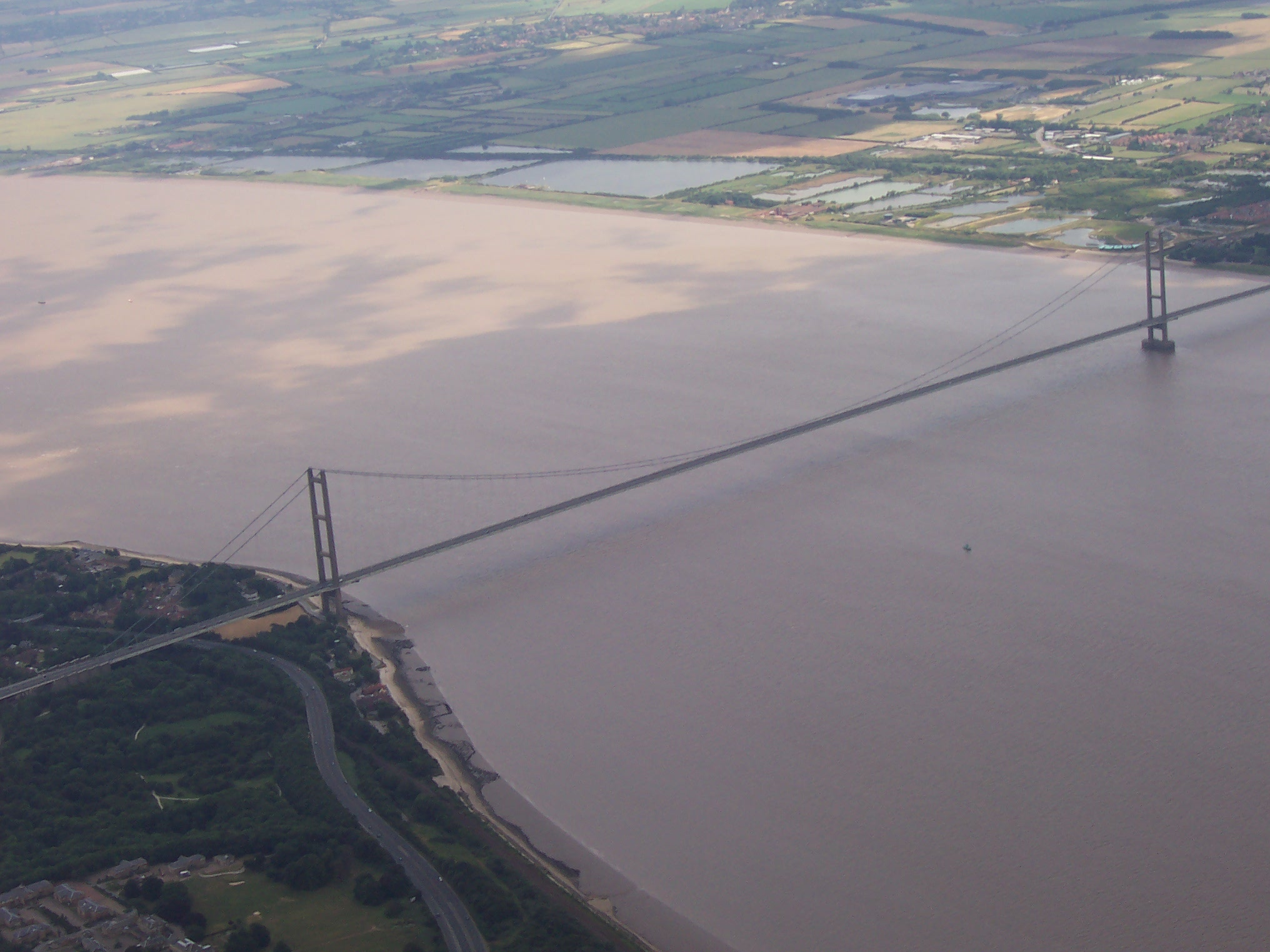
1981: Humber-Brücke

- 1981: Die britische Königin Elisabeth II. eröffnet die über den Humber führende Humber-Brücke, eine der längsten Hängebrücken der Erde.
- 1989: Der schwere strategische Bomber Northrop B-2 Spirit absolviert seinen Jungfernflug.
- 1991: Die Europäische Weltraumorganisation (ESA) startet mit einer Ariane 4-Rakete ihren ersten Erdbeobachtungssatelliten ERS-1.
- 1995: NAVSTAR GPS, das satellitengestützte Navigationssystem zur weltweiten Positionsbestimmung, erhält offiziell den Status volle Betriebsbereitschaft.

### Kultur

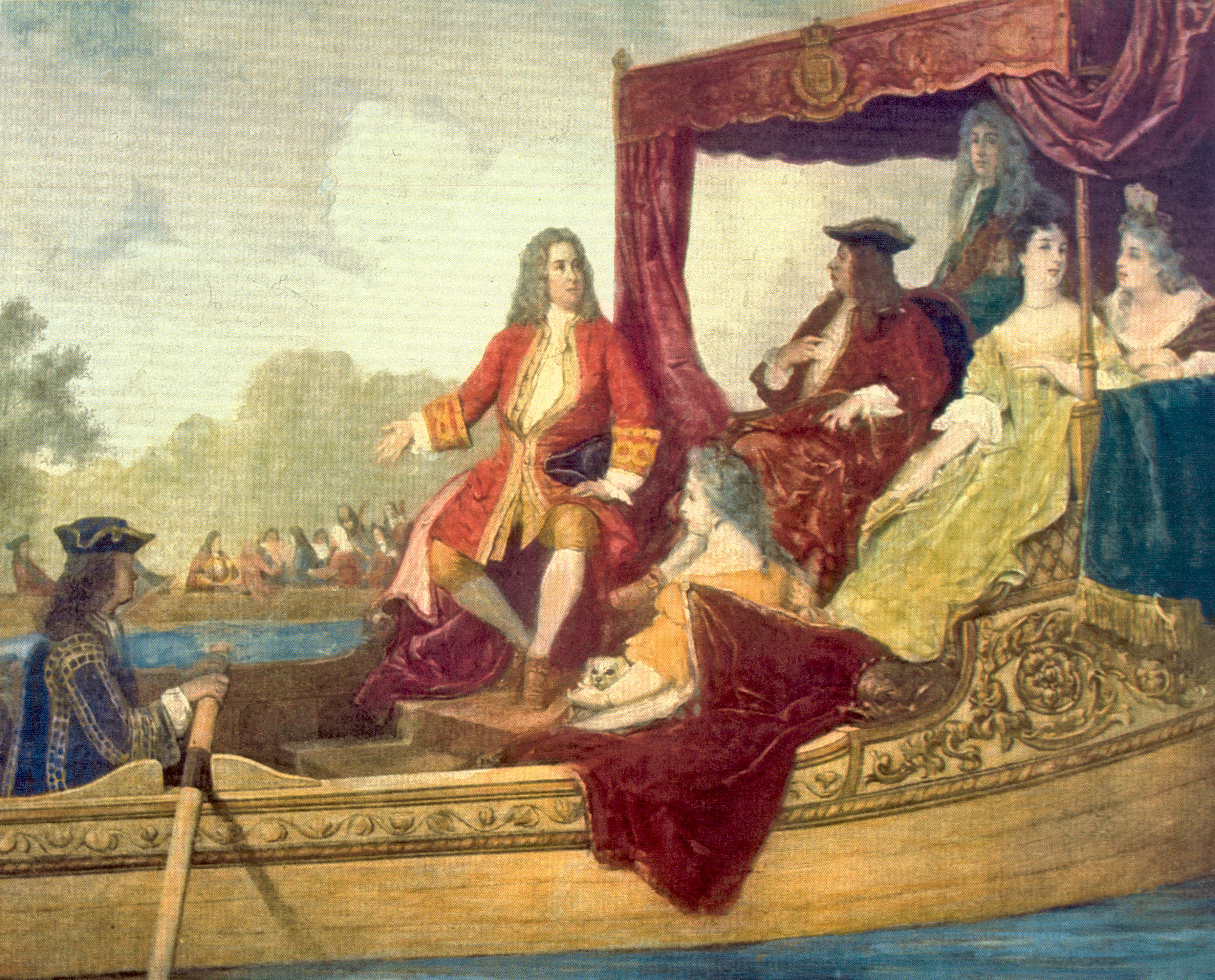
1717: Händel mit George I. während der Fahrt auf der Themse

- 1717: Auf einer Lustfahrt des britischen Königs George I. auf der Themse wird die zweite Suite der Wassermusik von Georg Friedrich Händel erstmals aufgeführt. Der König ist von der Musik so begeistert, dass er einige Teile mehrfach spielen lässt.

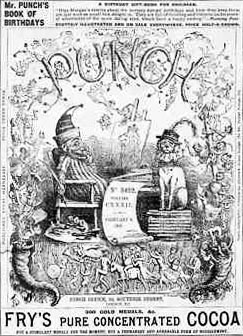
1841: Punch

- 1841: Das Satiremagazin Punch erscheint in London.
- 1927: Das Songspiel Mahagonny wird in Baden-Baden uraufgeführt. Komponist ist Kurt Weill, die Texte stammen von Bertolt Brecht. Die spätere Oper Aufstieg und Fall der Stadt Mahagonny greift auf Elemente des gute Kritiken erhaltenden Songspiels zurück.
- 1956: Der Film High Society (deutscher Titel: Die oberen Zehntausend) wird in den USA uraufgeführt. Grace Kelly und Bing Crosby besingen darin True Love.
- 1968: Der Beatles-Film Yellow Submarine hat in London Premiere.

### Gesellschaft
- 1530: Der böhmische Adelige Jost III. von Rosenberg heiratet während der Reichsversammlung in Augsburg Anna von Roggendorf.

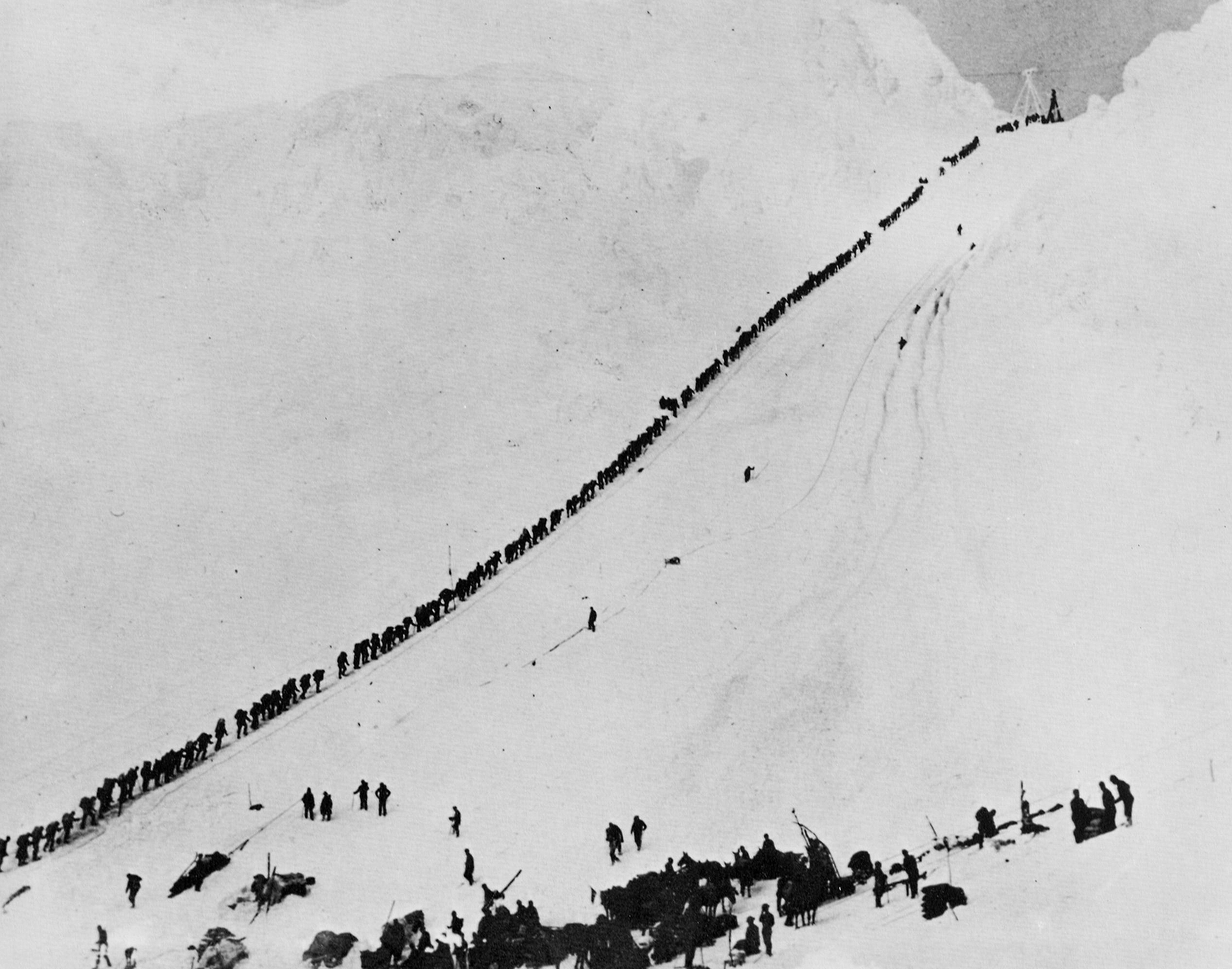
1897: Goldsucher-Treck Richtung Klondike

- 1897: Beim Anlegen der Portland in Seattle zeigen Goldsucher vom Klondike River ihre Funde. Einige Tage zuvor haben Passagiere der Excelsior die Neuigkeit über Nugget-Funde bereits in San Francisco verbreitet. Der Klondike-Goldrausch bricht aus.

### Religion
- 0180: In Karthago sterben die sechs Scilitanischen Märtyrer. Sie werden wegen ihres christlichen Glaubens hingerichtet. Der überlieferte Märtyrerbericht ist das älteste christliche Dokument in lateinischer Sprache.
- 0561: Johannes III. beginnt seine Amtszeit als Bischof von Rom.
- 1048: Papst Damasus II. beginnt sein nur 24 Tage dauerndes Pontifikat.
- 1505: Martin Luther tritt in das Kloster der Augustiner-Eremiten in Erfurt ein und erfüllt damit sein Gelübde.

### Katastrophen
- 1944: Die beiden Transportschiffe E. A. Bryan und S. S. Quinault Victory (USA) explodieren bei der Munitionsübernahme in Port Chicago im Norden der Bucht von San Francisco; 320 Tote. Daraufhin bricht eine Marine-Meuterei aus.

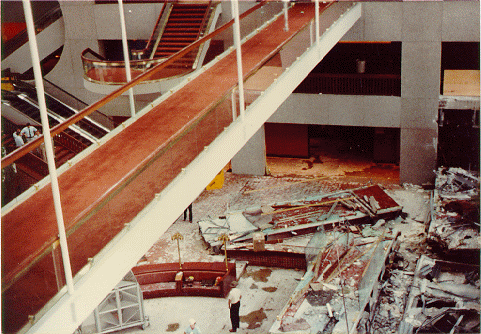
1981: Lobby des Hotels

- 1981: Das Hotel Hyatt Regency Crown Center in Kansas City (Missouri) wird wegen Baumangels Schauplatz einer Katastrophe: Bei einem Tanzwettbewerb stürzen zwei Verbindungsgänge voller Menschen in die dicht belebte Hotellobby herab. 114 Menschen sterben und über 200 werden verletzt.
- 1996: Die Boeing 747 des Trans-World-Airlines-Fluges 800 explodiert kurz nach dem Start in New York City. Alle 230 Menschen an Bord sterben.
- 1998: Beim größten Grubenunglück der österreichischen Nachkriegszeit in Lassing (Steiermark) kommen 10 Bergleute ums Leben; wie durch ein Wunder kann ein Mann nach 9 Tagen gerettet werden.
- 1998: Bei einem Erdbeben der Stärke 7,0 in Papua-Neuguinea gibt es 2183 Tote.
- 2001: In der Volksrepublik China kommt es zur Explosion von illegal gelagertem Sprengstoff in der Provinz Shaanxi, dabei kommen 150 Menschen ums Leben
- 2006: Bei einem Tsunami an der Südküste Javas werden über 300 Menschen getötet, rund 30.000 werden obdachlos.

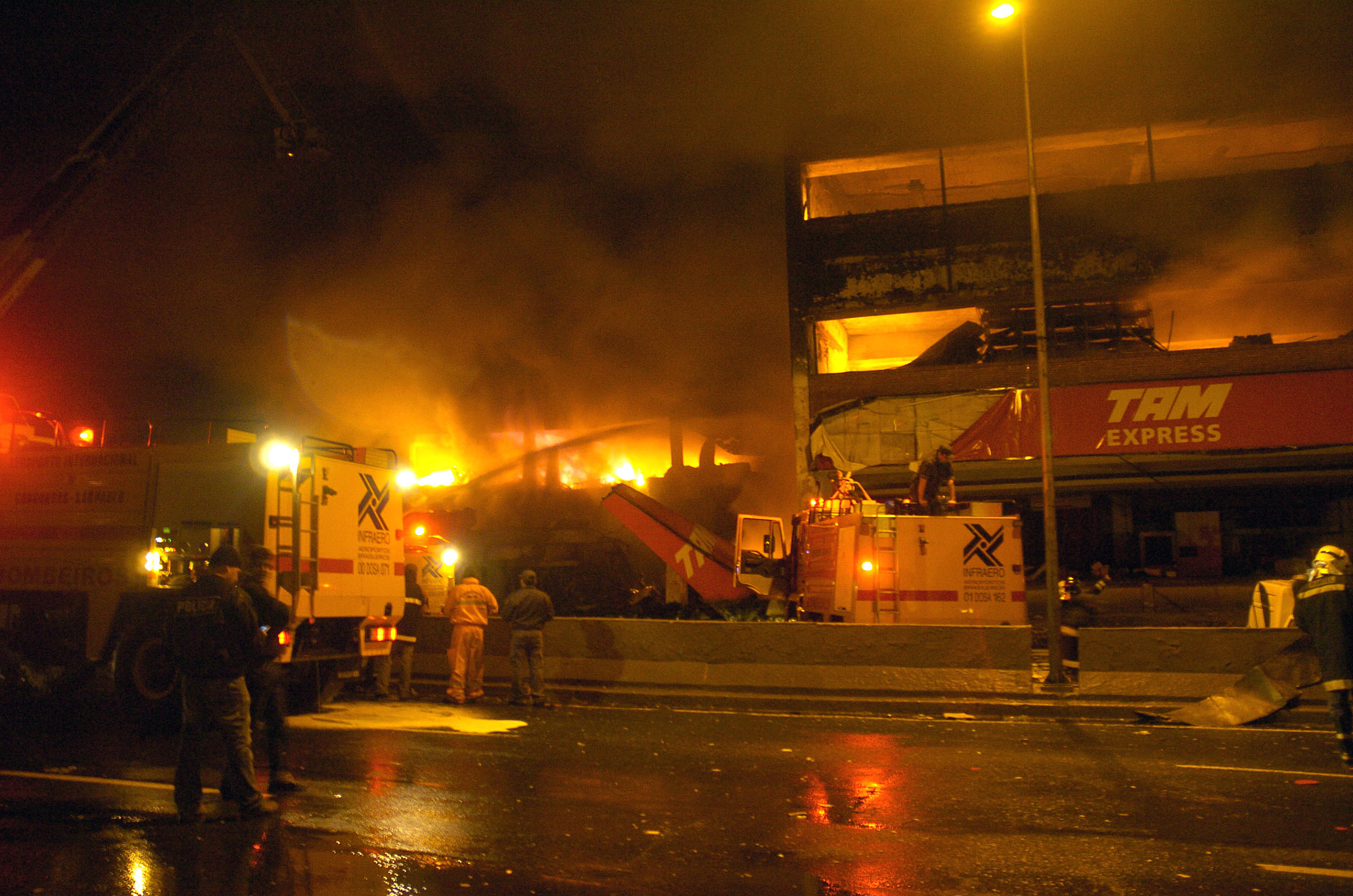
2007: Flug 3054

- 2007: TAM-Linhas-Aéreas-Flug 3054 rutscht nach der Landung auf dem Flughafen São Paulo-Congonhas über die Landebahn hinaus und fängt Feuer. Alle 187 an Bord befindlichen Menschen sterben; am Boden kommen weitere zwölf Menschen ums Leben.
- 2014: Malaysia-Airlines-Flug 17 wird im Vorfeld des offenen russischen Angriffs auf die Ukraine über der Ostukraine abgeschossen; alle 298 Menschen an Bord sterben.

Kleinere Unglücksfälle sind in den Unterartikeln von Katastrophe und in der Liste von Katastrophen aufgeführt.

### Sport
- 1912: Die International Amateur Athletics Federation (heute: World Athletics) wird in Stockholm als Dachverband der nationalen Leichtathletik-Verbände gegründet.

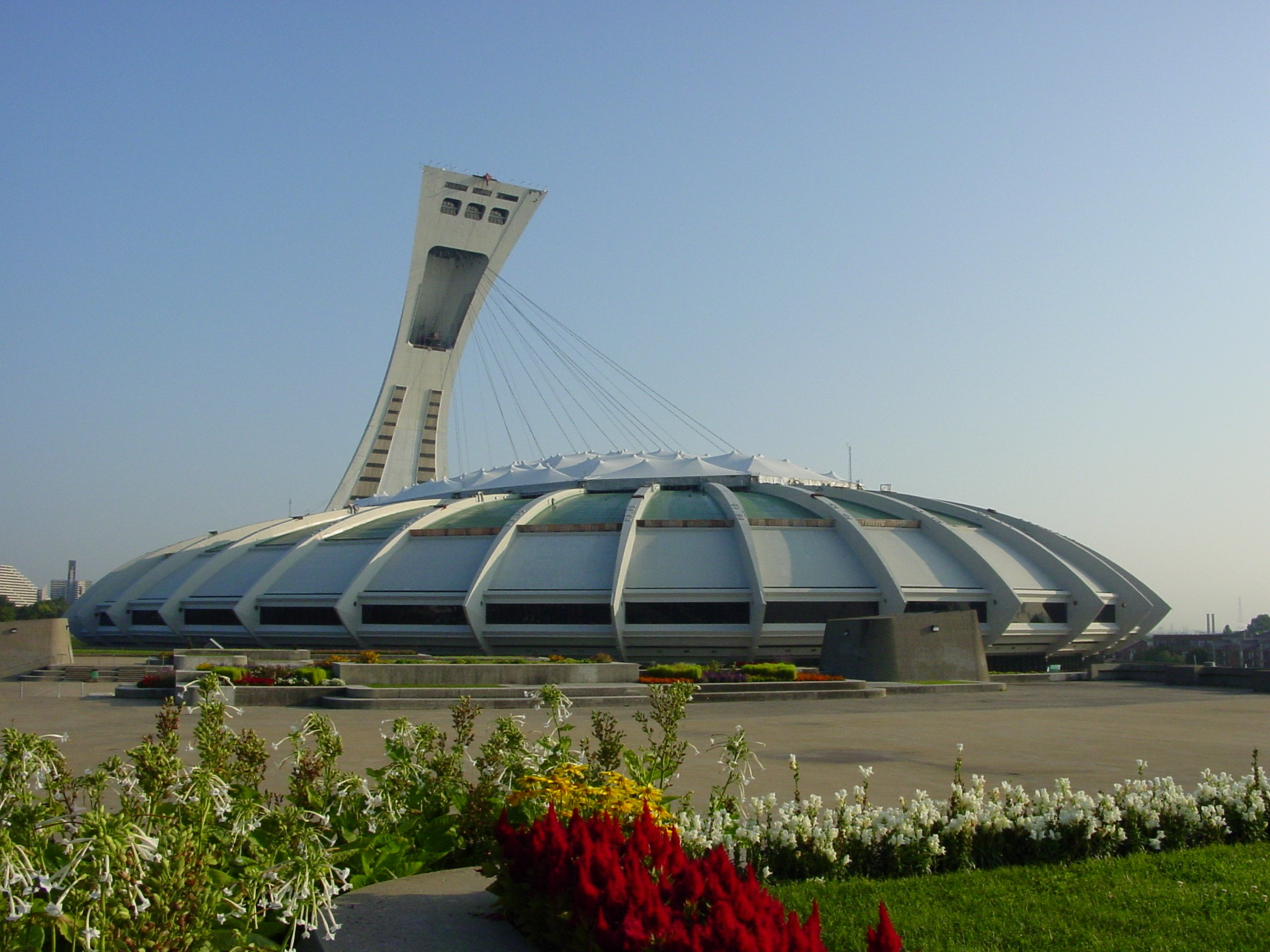
1976: Das Stade Olympique in Montréal

- 1976: Die XXI. Olympischen Sommerspiele werden im kanadischen Montreal eröffnet.
- 1994: Im Finale der Fußball-Weltmeisterschaft in den Vereinigten Staaten besiegt Brasilien Italien mit 3:2 nach Elfmeterschießen und sichert sich damit als erste Mannschaft zum vierten Mal den Titel. Es ist das erste WM-Finale, das durch ein Elfmeterschießen entschieden wird.
- 2009: Die bis zum 2. August dauernden 13. Schwimmweltmeisterschaften werden in der italienischen Hauptstadt Rom eröffnet. Veranstaltungsorte sind das Foro Italico und das Lido di Ostia.

Einträge von Leichtathletik-Weltrekorden befinden sich unter der jeweiligen Disziplin unter Leichtathletik.
Einträge zu Fußballweltmeisterschaftsspielen finden sich in den Unterseiten von Fußball-Weltmeisterschaft. Das Gleiche gilt für Fußball-Europameisterschaften.

## Geboren

### Vor dem 18. Jahrhundert
- 1487: Ismail I., Schah von Persien und Begründer der Safawiden-Dynastie

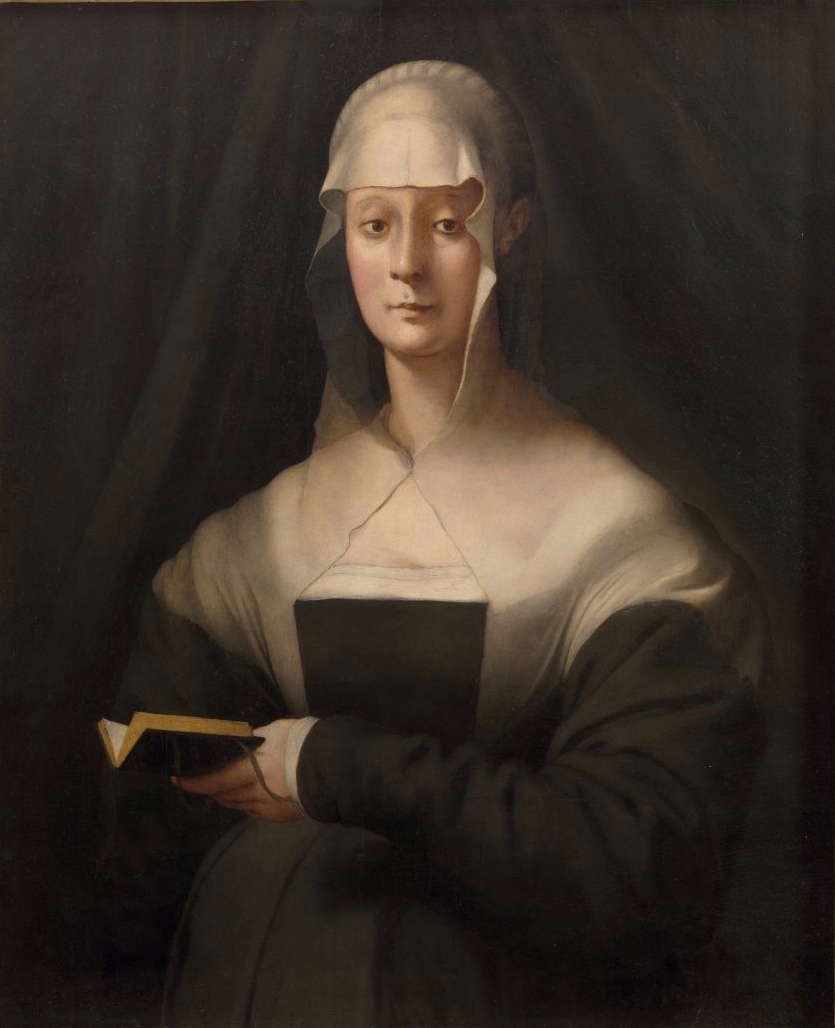
Maria Salviati (* 1499)

- 1499: Maria Salviati, Florentiner Patrizierin, Mitglied der Familie Medici
- 1512: Sibylle von Jülich-Kleve-Berg, Kurfürstin von Sachsen
- 1555: Richard Carew, englischer Politiker und Schriftsteller
- 1557: Georg Huber, Bürgermeister von St. Gallen
- 1561: Jacopo Corsi, italienischer Unternehmer, Mäzen und Komponist
- 1584: Agnes, Prinzessin von Brandenburg, Herzogin von Pommern und Herzogin von Sachsen-Lauenburg
- 1616: John Leverett, Gouverneur der englischen Massachusetts Bay Colony
- 1626: Henriette Marie von der Pfalz, Titular-Pfalzgräfin und Gräfin von Mongatsch
- 1649: Christian, Landgraf von Hessen-Wanfried und Hessen-Rheinfels
- 1674: Isaac Watts, britischer Liederdichter
- 1681ː Sophia Leopoldina von Hessen-Wanfried, Gräfin von Hohenlohe-Bartenstein

### 18. Jahrhundert
- 1707: Johann Joseph von Trautson, Erzbischof der Erzdiözese Wien und Kardinal

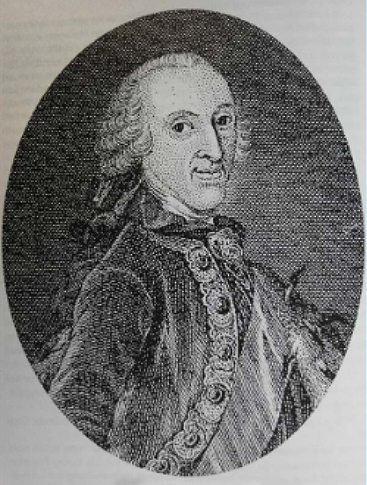
Friedrich Christian (* 1708)

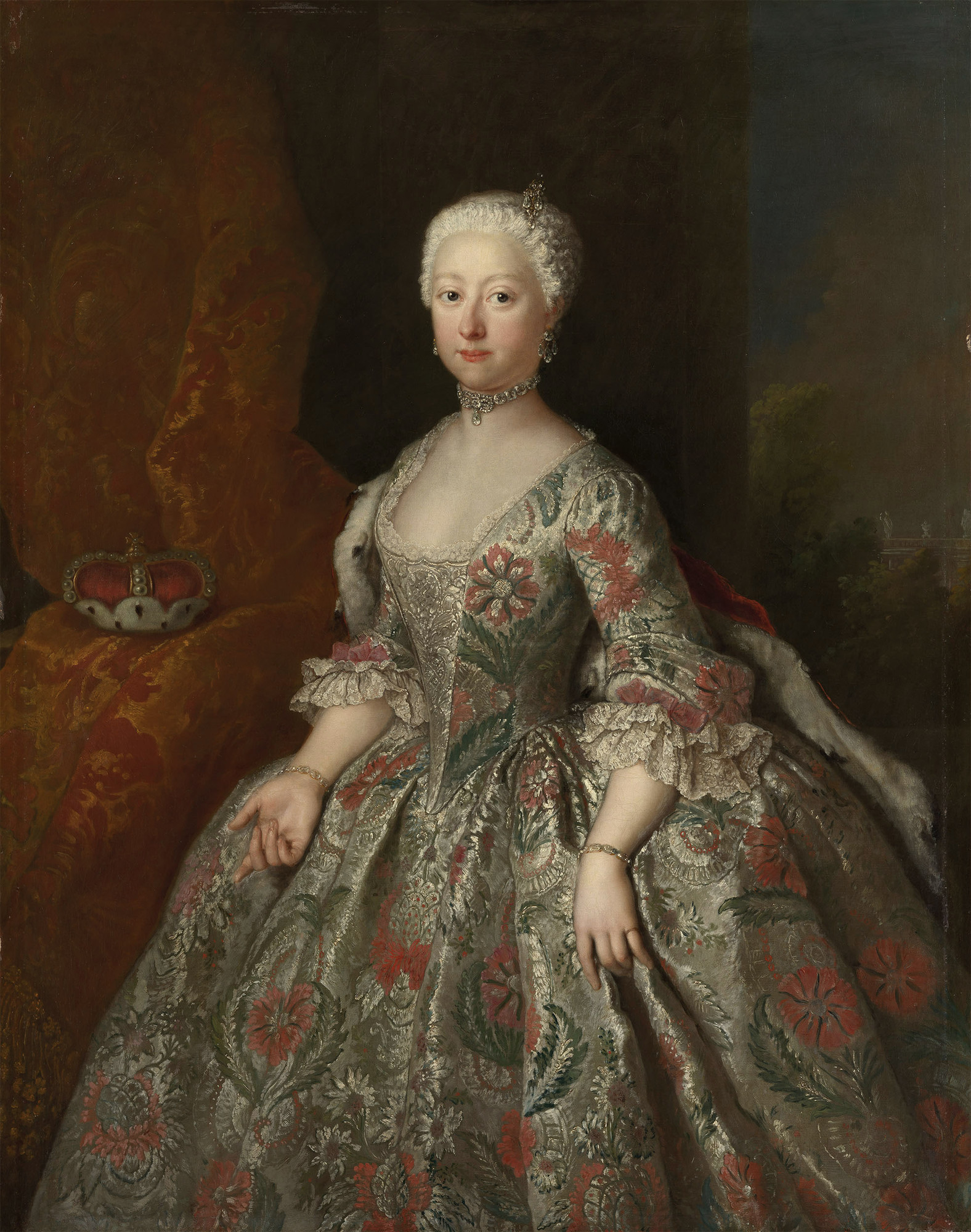
Friederike von Sachsen-Gotha-Altenburg(* 1715)

- 1708: Friedrich Christian, Markgraf von Bayreuth
- 1714: Alexander Gottlieb Baumgarten, deutscher Philosoph
- 1715: Friederike von Sachsen-Altenburg-Gotha, Herzogin von Sachsen-Weißenfels
- 1717: Roman Illarionowitsch Woronzow, russischer Politiker
- 1723: Johann Georg von Lori, bayerischer Beamter
- 1724: Paulus Mako, ungarischer Jesuit und Hochschullehrer
- 1729: Friedrich Gisbert Wilhelm von Romberg, deutscher Offizier, preußischer Generalleutnant
- 1736: Marc Guillaume Alexis Vadier, französischer Revolutionär
- 1741: Johann Georg Wilhelm von Baerensprung, preußischer Beamter
- 1744: Elbridge Gerry, US-amerikanischer Politiker
- 1745: Timothy Pickering, US-amerikanischer Außenminister
- 1763: Johann Jakob Astor, deutscher Emigrant, reichster Mann seiner Zeit in Amerika
- 1764: Charles FitzRoy, britischer General und Politiker
- 1772: Christian Philipp Wolff, deutscher Bildhauer, Stuckateur und Baumeister
- 1778: Esma Sultan, osmanische Prinzessin, Schwester von Mustafa IV. und Mahmud II.
- 1779: José Bernardo de Tagle Portocarrero, Präsident Perus
- 1786: Erhard Christian Hagen, deutscher Jurist und der erste rechtskundige Bürgermeister Bayreuths
- 1787: Friedrich Krupp, deutscher Industrieller
- 1788: Philipp August von Amsberg, deutscher Eisenbahn-Direktor
- 1789: Johann Friedrich Bahrdt, deutscher Schriftsteller
- 1790: William Gardner Angel, US-amerikanischer Politiker
- 1796ː Augusta von Buttlar, deutsche Porträt- und Miniaturmalerin
- 1800: Ivan Padovec, kroatischer Gitarrist und Komponist

### 19. Jahrhundert

#### 1801–1850

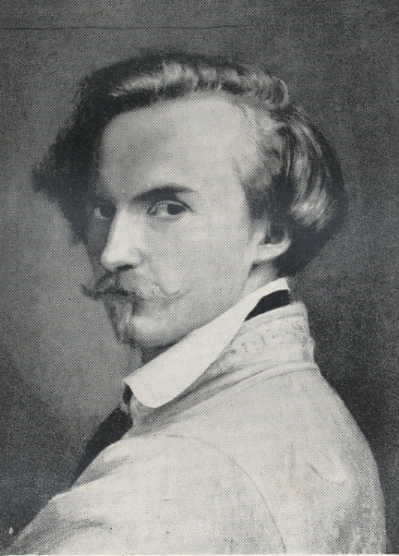
Hermann Plüddemann (* 1809)

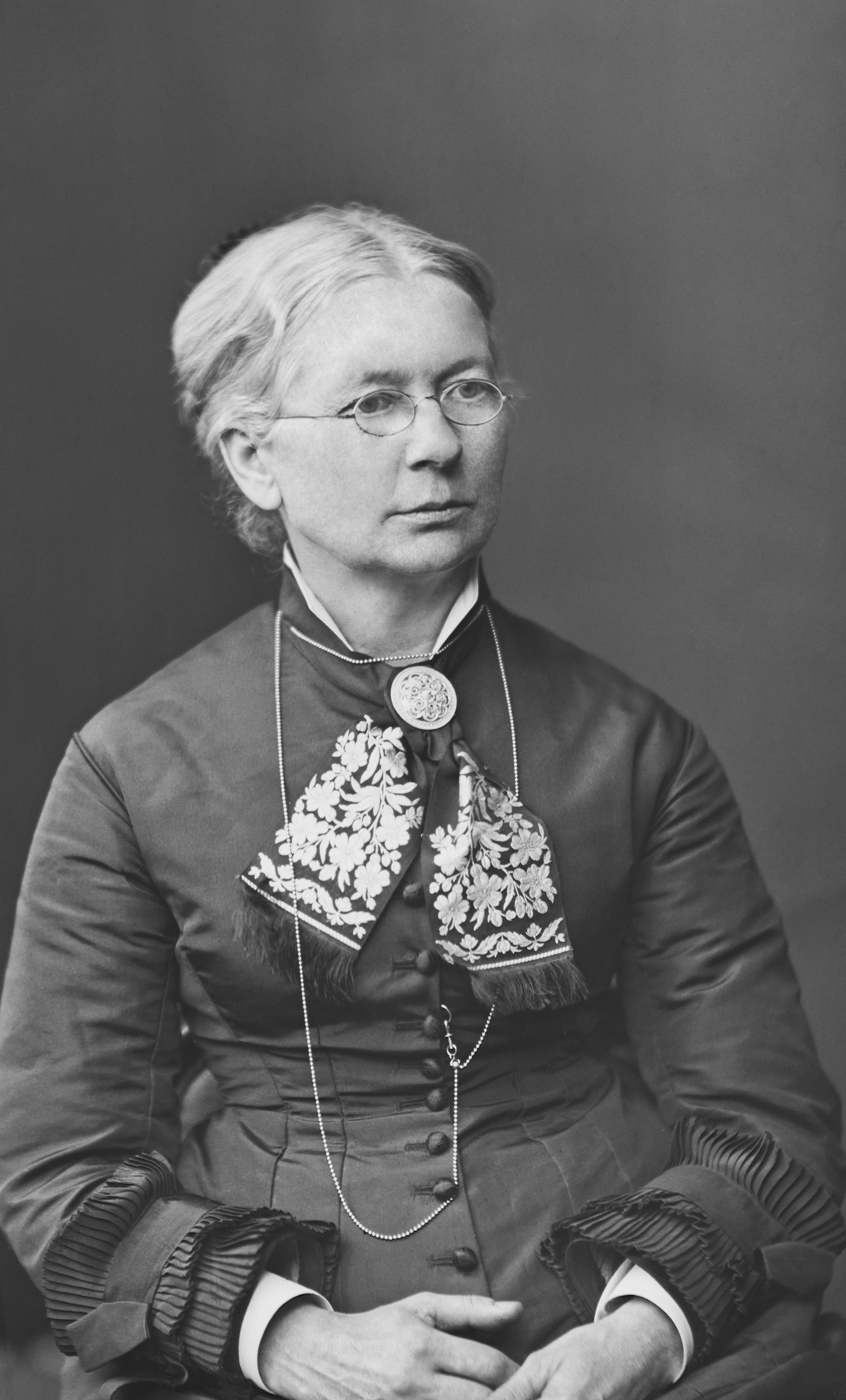
Augusta Soldan (* 1826)

- 1804: Henry Wellesley, 1. Earl Cowley, britischer Diplomat
- 1805: Guido von Usedom, preußischer Diplomat
- 1808ː Elisabeth Kulmann, deutsch-russische Dichterin
- 1808: Petrus Schulz, deutscher Geigenbauer

- 1809: Hermann Plüddemann, deutscher Historienmaler
- 1817: Ignace Xavier Joseph Leybach, französischer Komponist und Organist
- 1819: Eunice Newton Foote, US-amerikanische Erfinderin und Forscherin
- 1823: Ferdinand Genähr, deutscher Missionar
- 1826ː Auguste Cornelius, deutsche Schriftstellerin
- 1826ː Augusta Soldan, finnische Malerin
- 1826: Wilhelm Ludwig von Sydow, preußischer Beamter und Politiker
- 1827: Frederick Augustus Abel, englischer Chemiker
- 1830: Gustav Coppel, deutscher Stahlwaren- und Waffenfabrikant
- 1831: Jean-Philippe Dardier, französisch-schweizerischer Evangelist
- 1831: Xianfeng, chinesischer Kaiser
- 1832: August Söderman, schwedischer Komponist und Dirigent
- 1840: Édouard François André, französischer Gärtner, Gartengestalter und Botaniker
- 1840: Franz Hübner, deutscher Missionar und Bischof
- 1842: Georg von Schönerer, österreichischer Gutsbesitzer und Politiker
- 1843: Julio Argentino Roca, argentinischer Staatspräsident
- 1846: Nikolai Nikolajewitsch Miklucho-Maklai, russischer Anthropologe und Erforscher Neuguineas
- 1846: Tokugawa Iemochi, 14. Shōgun der Edo-Zeit in Japan

#### 1851–1900
- 1859: Karl Asal, deutscher Jurist
- 1859: Emanuel Hugo Eugen Ottokar von Aderkas, russischer Verwaltungsjurist, Geheimer Rat und Gutsbesitzer
- 1859: Jakob Christoph Heer, Schweizer Schriftsteller
- 1860: Otto Lummer, deutscher Physiker

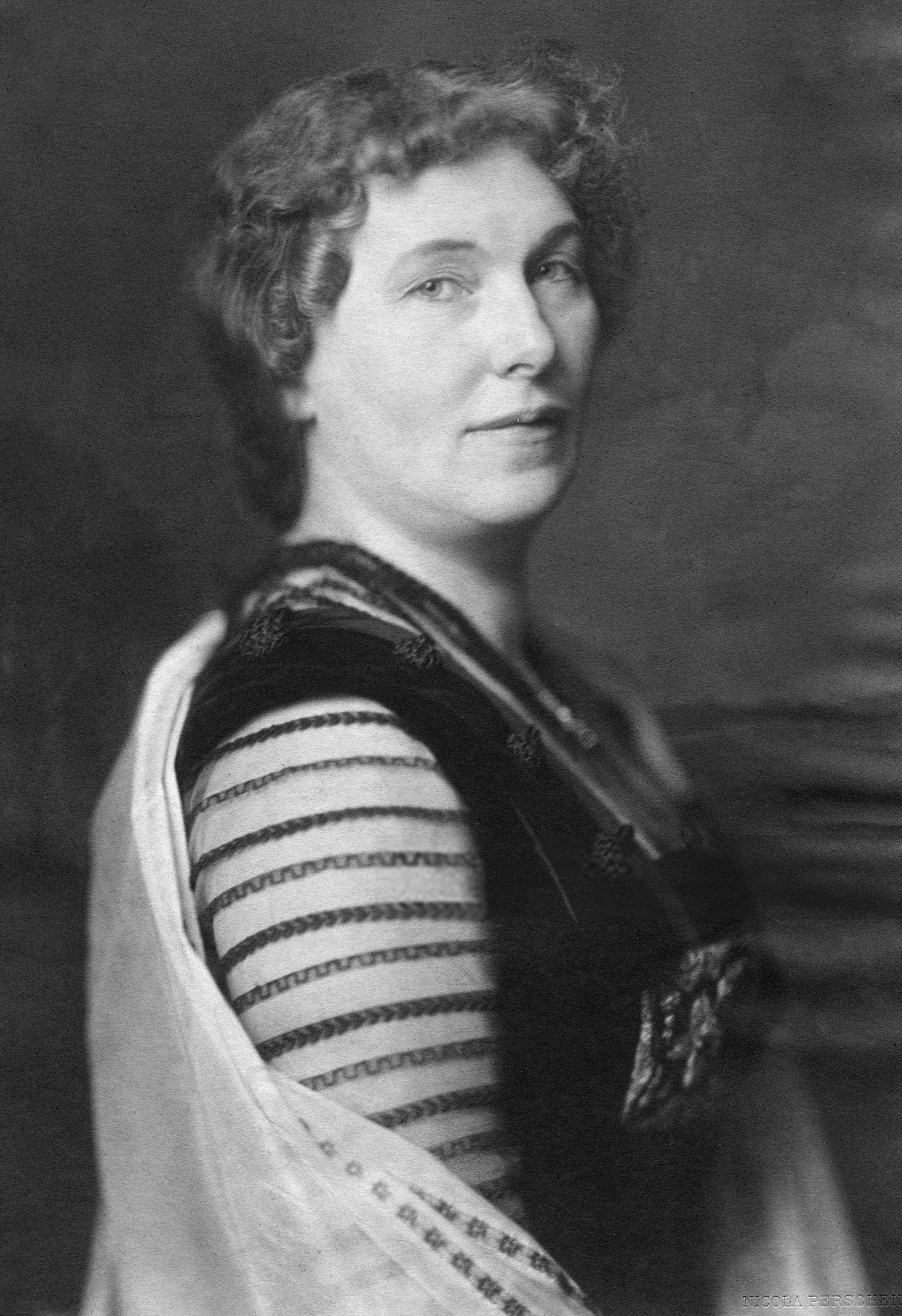
Clara Viebig (* 1860)

- 1860: Clara Viebig, deutsche Schriftstellerin
- 1862: Oscar Levertin, schwedischer Schriftsteller
- 1866: Gaston Thierry, deutscher Offizier und Kolonialbeamter
- 1867: Leo Jogiches, deutscher Politiker
- 1868: Thorvald Otterstrom, US-amerikanischer Komponist
- 1870: Ludvík Vítězslav Čelanský, tschechischer Dirigent und Komponist
- 1871: John Miller Andrews, Premierminister Nordirlands
- 1871: Lyonel Feininger, deutsch-US-amerikanischer Maler
- 1871: Filaret Kolessa, österreichisch-ukrainischer Ethnograph, Folklorist, Komponist und Musikwissenschaftler
- 1872ː Johanna Oppenheimer, deutsche Malerin, Opfer des Holocaust
- 1875: Donald Francis Tovey, britischer Komponist, Pianist und Musikwissenschaftler
- 1876ː Marfa Semjonowna Krjukowa, russische bzw. sowjetische Erzählerin und Sängerin
- 1883: James Abbe, US-amerikanischer Fotojournalist und Radiomoderator
- 1883: Friedrich Ahlers-Hestermann, deutscher Maler
- 1883: Friedel Hoefer, deutsche Porträt- und Landschaftsmalerin
- 1883: Bart de Ligt, niederländischer Theologe, Autor und Anarchist

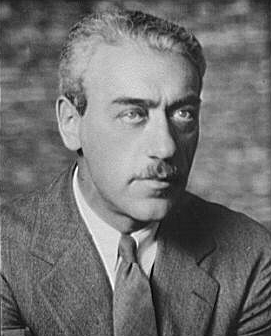
Mauritz Stiller (* 1883)

- 1883: Mauritz Stiller, schwedischer Stummfilmregisseur
- 1884: Rosa Bartl, deutsche Zauberkünstlerin
- 1884: Umberto Malvano, italienischer Ingenieur, Fußballspieler, -schiedsrichter und -funktionär
- 1885: Benjamin Dale, englischer Organist und Komponist
- 1888: Samuel Agnon, israelischer Schriftsteller, Vertreter der modernen hebräischen Literatur, Nobelpreisträger
- 1888: Johannes Brockmann, deutscher Politiker, MdB
- 1890: Robin Christian Andersen, österreichischer Maler
- 1890: Paul Gros, französischer Automobilrennfahrer
- 1892: Edwin Harris Dunning, britischer Pilot
- 1892: Elsa Nöbbe, deutsche Malerin
- 1893: Andor Ákos, ungarisch-deutscher Architekt, Innenarchitekt, Maler und Grafiker
- 1893ː Aranka Böhm, Ungarische Psychiaterin und Psychoanalytikerin, Holocaustopfer
- 1893: Justin Löwenthal, deutsch-US-amerikanischer Getreidegroßhändler und Opfer nationalsozialistischer Verfolgung
- 1894: Georges Lemaître, belgischer Priester und Physiker (Urknalltheorie)
- 1896ː Hilde Koch, deutsche Malerin und Illustratorin, Holocaustopfer
- 1897: Max Knoll, deutscher Elektrotechniker (Elektronenmikroskop)
- 1898: Berenice Abbott, US-amerikanische Fotografin
- 1898: Lena Ohnesorge, deutsche Politikerin, MdL, Landesministerin
- 1899: James Cagney, US-amerikanischer Filmschauspieler

### 20. Jahrhundert

#### 1901–1925

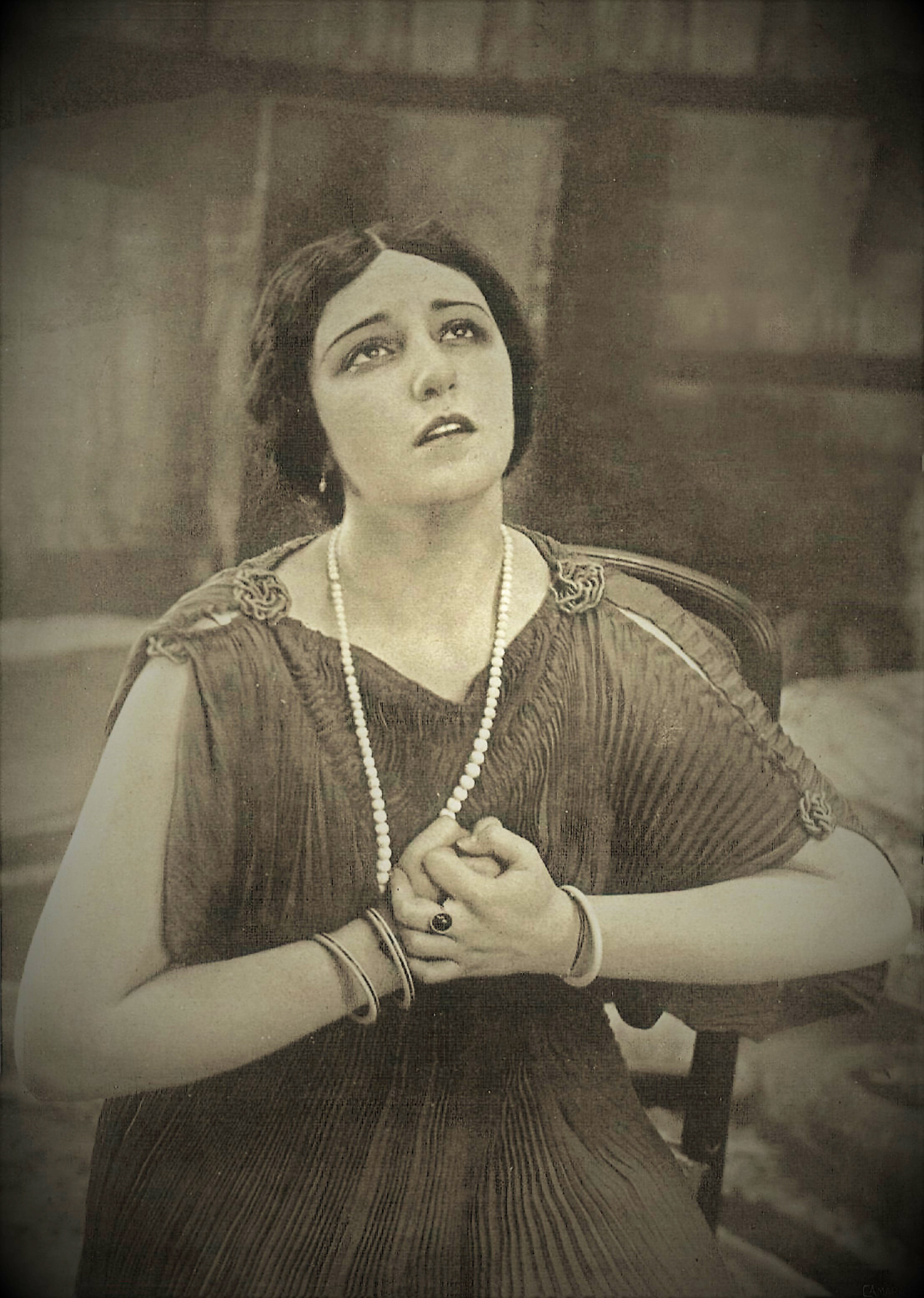
Helena Cortesina (* 1903)

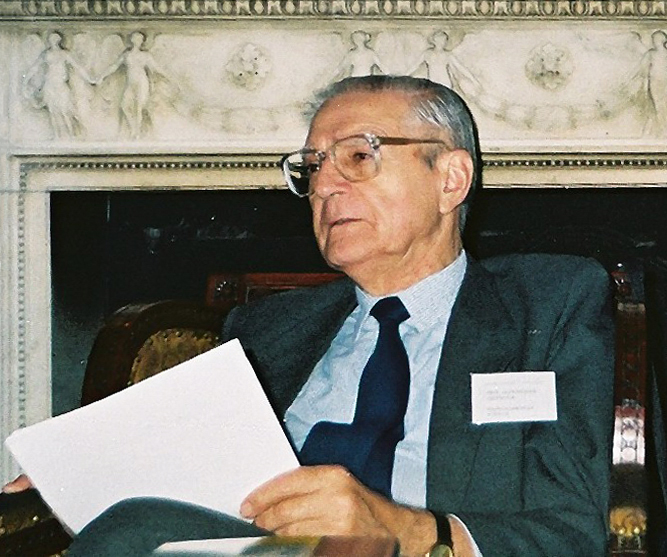
Aleksander Gieysztor (* 1916)

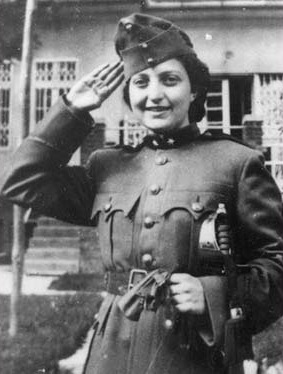
Hannah Szenes (* 1921)

- 1901: Luigi Chinetti, italienisch-US-amerikanischer Automobilrennfahrer
- 1901: Henri Germond, Schweizer evangelischer Geistlicher und Hochschullehrer
- 1903: Helena Cortesina, spanische Tänzerin, Schauspielerin und Regisseurin
- 1903: Takeyama Michio, japanischer Schriftsteller
- 1903: Julio Perceval, argentinischer Komponist, Organist und Musikpädagoge
- 1904: Charlotte Prinz, deutsche Malerin
- 1905: Araken, brasilianischer Fußballspieler
- 1906: Edgar Gray, australischer Radrennfahrer
- 1907: Paolo Enrico Arias, italienischer Klassischer Archäologe
- 1909: Ignace Strasfogel, polnischer Komponist
- 1910: Helmut Bonnet, deutscher Zehnkämpfer
- 1910: Friedrich Bundtzen, deutscher Glasdesigner
- 1912: Fikret Arıcan, türkischer Fußballspieler, -trainer und -funktionär
- 1912: Erwin Bauer, deutscher Automobilrennfahrer
- 1912: Reggie Tongue, britischer Automobilrennfahrer und Flieger
- 1913: Herman Felhoelter, US-amerikanischer Franziskanerpater und Militärkaplan
- 1913: Roger Garaudy, französischer Schriftsteller, Philosoph und Kommunist
- 1913: Everett Helm, US-amerikanischer Komponist, Musikwissenschaftler und Journalist
- 1914: Antonia Magdalena Arté, dominikanische Musikerin und Musikpädagogin
- 1916: Ed Arno, rumänischer Cartoonist und Illustrator
- 1916: Aleksander Gieysztor, polnischer Mittelalterhistoriker
- 1916: Rudolf Karrasch, deutscher Lehrer
- 1917: Phyllis Diller, US-amerikanische Komikerin und Schauspielerin
- 1917: Kenan Evren, türkischer General

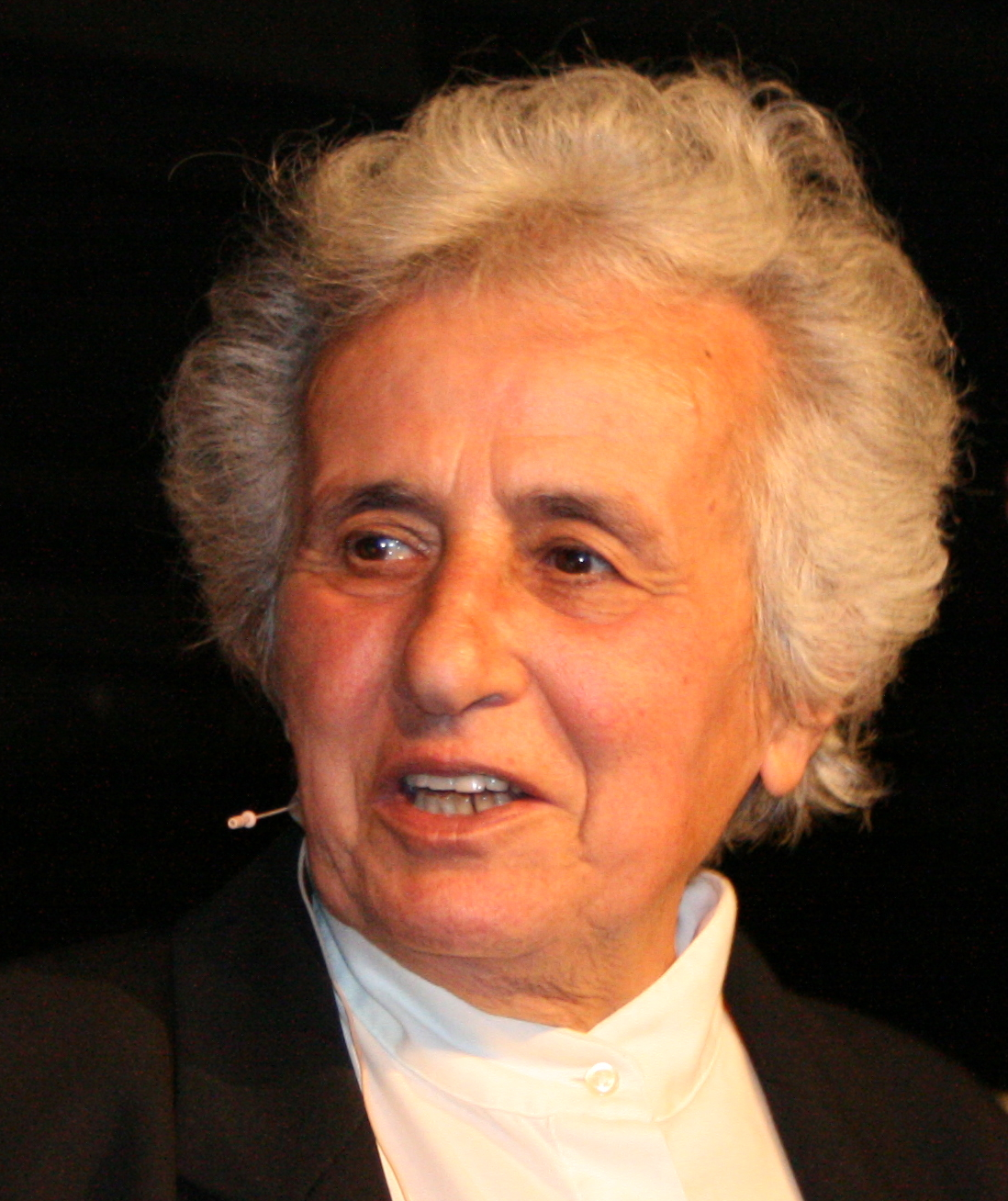
Anita Lasker-Wallfisch (* 1925)

- 1917: Margarete Mitscherlich, deutsche Psychoanalytikerin
- 1918: Hotta Yoshie, japanischer Schriftsteller
- 1918: Carlos Arana Osorio, guatemaltekischer Politiker
- 1919: Erich Peter, deutscher Generaloberst, Chef der Grenztruppen
- 1920: Gordon Gould, US-amerikanischer Physiker
- 1920: Juan Antonio Samaranch, spanischer Sportfunktionär, Präsident des IOC
- 1921: Acquanetta, US-amerikanische Schauspielerin
- 1921: Bernard Morel, Schweizer evangelischer Geistlicher und Hochschullehrer
- 1921: Lito Peña, puerto-ricanischer Saxophonist, Bandleader, Komponist und Arrangeur
- 1921ː Hannah Szenes, ungarische Widerstandskämpferin, Holocaustopfer
- 1922ː Jane Cronin Scanlon, US-amerikanische Mathematikerin
- 1922: Josef Lammers, deutscher Fußballspieler und -trainer
- 1923: John Cooper, britischer Ingenieur
- 1924: Françoise Adnet, französische Pianistin und Malerin
- 1924: Brigitte Lindenberg, deutsche Filmschauspielerin
- 1925ː Carla Boni, italienische Sängerin
- 1925: Anita Lasker-Wallfisch, deutsch-britische Cellistin, eine der letzten bekannten Überlebenden des Mädchenorchesters von Auschwitz
- 1925: Jimmy Scott, US-amerikanischer Jazz-Sänger

#### 1926–1950

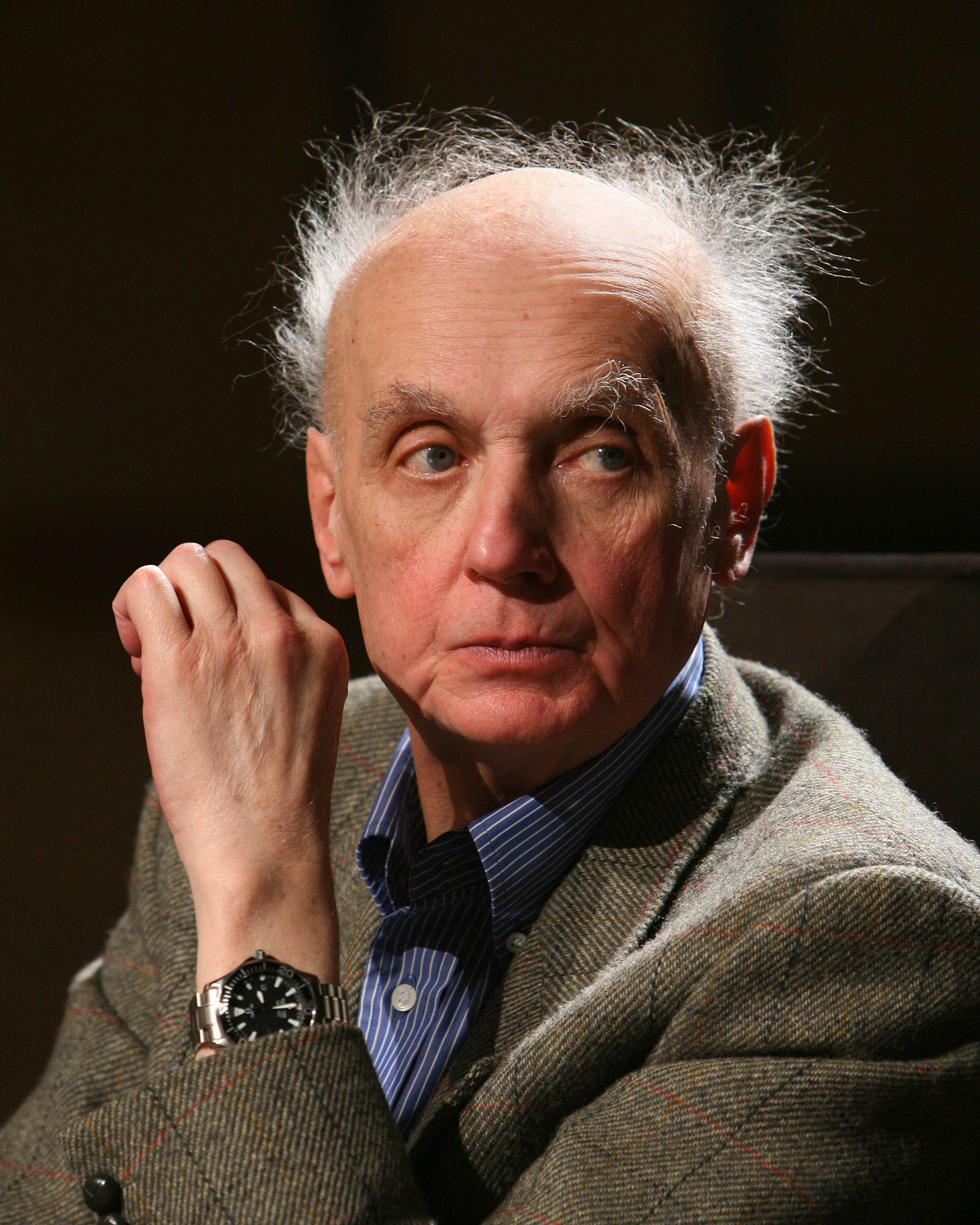
Wojciech Kilar (* 1932)

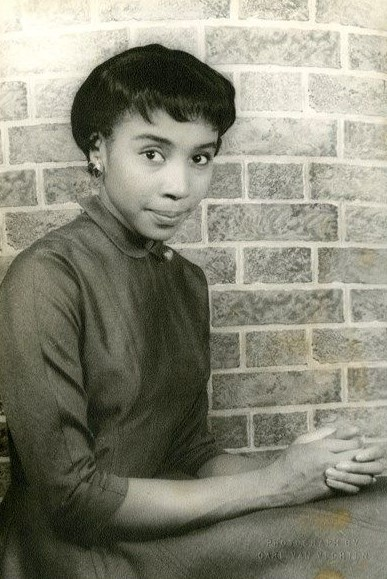
Diahann Carroll (* 1935)

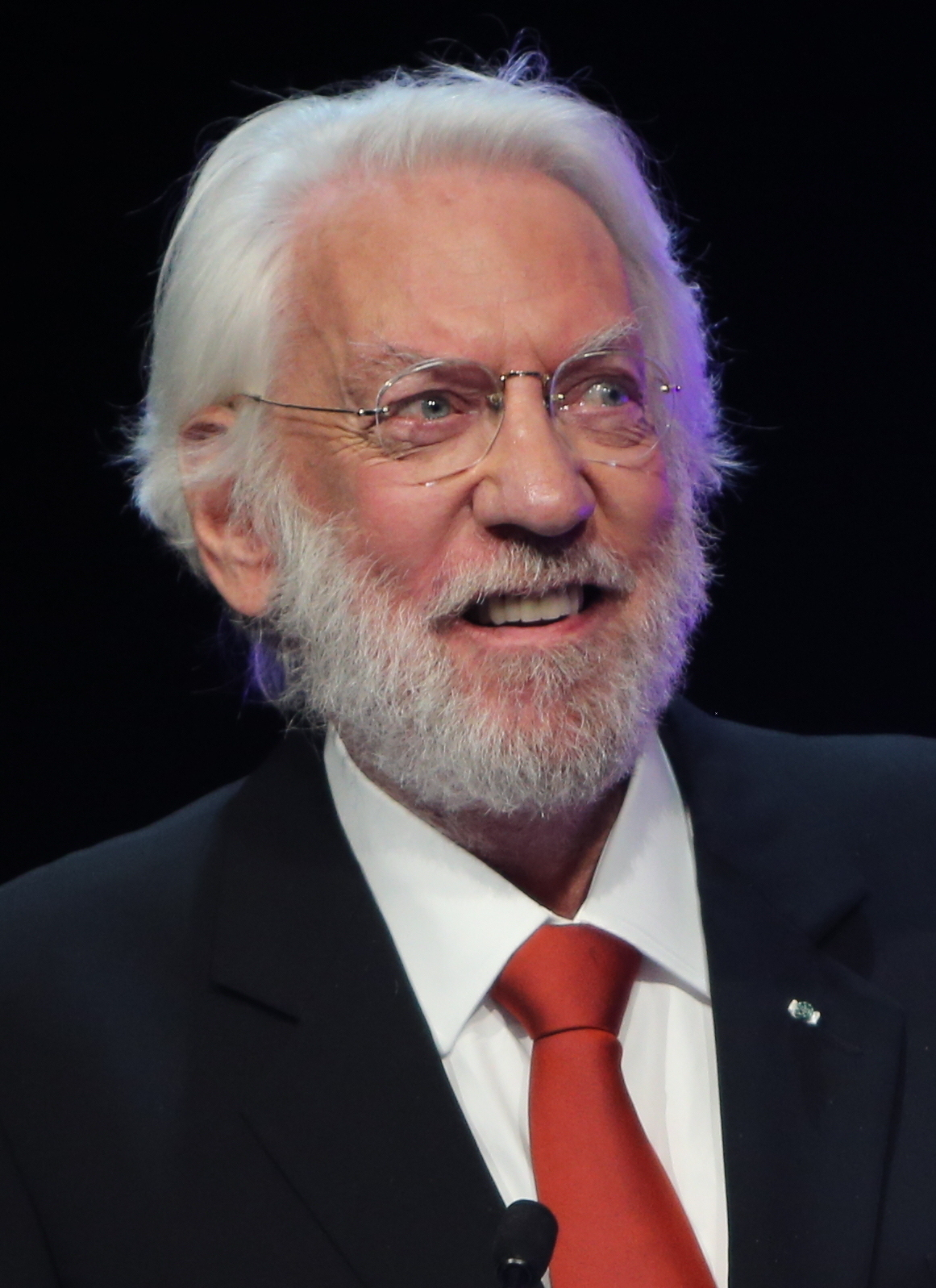
Donald Sutherland (* 1935)

- 1928: Johannes Arnold, deutscher Schriftsteller
- 1930: Ryōhei Hirose, japanischer Komponist
- 1931: Evelyn Hartnick-Geismeier, deutsche Bildhauerin
- 1931: Walter Odersky, deutscher Präsident des Bundesgerichtshofs
- 1932: Niccolò Castiglioni, italienischer Komponist
- 1932: Walter Hedemann, deutscher Liedermacher
- 1932: Wojciech Kilar, polnischer Filmkomponist
- 1932: Hal Riney, US-amerikanischer Werbetexter, Art Director, Regisseur und Filmproduzent
- 1933: Ben Riley, US-amerikanischer Jazz-Schlagzeuger
- 1934: Philippe Capdenat, französischer Komponist und Musikpädagoge
- 1934: Rainer Kirsch, deutscher Schriftsteller und Lyriker
- 1935: Diahann Carroll, US-amerikanische Schauspielerin und Sängerin
- 1935: Benjamin R. Civiletti, US-amerikanischer Politiker
- 1935: Peter Schickele (P. D. Q. Bach), US-amerikanischer Komponist
- 1935: Donald Sutherland, kanadischer Schauspieler
- 1936: Klaus Francke, deutscher Politiker
- 1936: Erich Gysling, Schweizer Journalist und Publizist
- 1937: Andreas von Bülow, deutscher Bundesminister
- 1937: Maury Schleicher, US-amerikanischer American-Football-Spieler
- 1937ː Elmira Süleymanova, sowjetisch-aserbaidschanische Chemikerin, Hochschullehrerin und Frauenrechtlerin
- 1938: Franz Alt, deutscher Journalist und Buchautor
- 1938: Hartmut Bagger, deutscher Offizier, Generalinspekteur der Bundeswehr
- 1939: Milva, italienische Sängerin
- 1939: Manfred Schollmeyer, deutscher Gynäkologe, Geburtshelfer und Heimatforscher
- 1940: Otmar Alt, deutscher Maler und Grafiker, Designer und Bildhauer
- 1940: Mickey Hawks, US-amerikanischer Rock-’n’-Roll-Musiker
- 1941: Jürgen Flimm, deutscher Regisseur, Leiter der RuhrTriennale
- 1941: Walter Fust, Schweizer Unternehmer
- 1941: Achim Warmbold, deutscher Rallyefahrer
- 1942: Spencer Davis, britischer Musiker (Spencer Davis Group)
- 1942: Trix Heberlein, Schweizer Politikerin
- 1942: Rainer Marr, deutscher Wirtschaftswissenschaftler
- 1943: Alida Gundlach, deutsche Fernsehmoderatorin und Autorin
- 1943: Ahmed Issa, tschadischer Leichtathlet
- 1943: Robin Smith, britischer Automobilrennfahrer und Rennstallbesitzer
- 1944: Carlos Alberto, brasilianischer Fußballspieler und -trainer
- 1945: Antony Anandarayar, indischer Geistlicher, Erzbischof von Pondicherry und Cuddalore
- 1946: Alun Armstrong, britischer Film- und Theaterschauspieler
- 1946: David Young, kanadischer Schriftsteller
- 1947: Joyce Anelay, Baroness Anelay of St Johns, britische Politikerin
- 1947: Walther L. Bernecker, deutscher Publizist zur spanischen, portugiesischen und lateinamerikanischen Geschichte
- 1947: Phil Cordell, britischer Musiker
- 1947: Wolfgang Flür, deutscher Musiker
- 1947: Dorthe Kollo, dänische Sängerin
- 1947: Anders Koppel, dänischer Komponist und Musiker
- 1947: Gerhard Odermatt, Schweizer Politiker

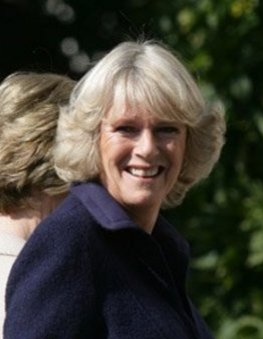
Queen Camilla (* 1947)

- 1947: Camilla, als Ehefrau von Charles III. Königin des Vereinigten Königreichs
- 1948: Irene Andres-Suárez, spanische Hispanistin
- 1948: Ron Asheton, US-amerikanischer Musiker
- 1948: Luc Bondy, Schweizer Theaterregisseur
- 1948: Paula Szkody, US-amerikanische Astronomin
- 1948: Mick Tucker, britischer Musiker
- 1949: Geezer Butler, britischer Bassist
- 1949: Chico Freeman, US-amerikanischer Jazzmusiker
- 1949: Andrei Alexandrowitsch Fursenko, russischer Politiker, Minister
- 1950: Anthony Ríos, dominikanischer Sänger und Komponist
- 1950: Andreas Troge, deutscher Volkswirtschaftler, Präsident des Umweltbundesamtes

#### 1951–1975
- 1951: Lucie Arnaz, US-amerikanische Schauspielerin
- 1951: Frank Castorf, deutscher Regisseur
- 1952: David Hasselhoff, US-amerikanischer Schauspieler und Sänger
- 1952: Phoebe Snow, US-amerikanische Songautorin, Pop- und Jazzsängerin

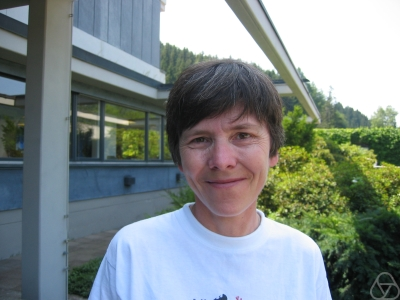
Hélène Esnault (* 1953)

- 1953: Hélène Esnault, deutsch-französische Mathematikerin
- 1953: Robin Merrill, britischer Sänger und Fernsehmoderator
- 1954: Frank Otfried July, deutscher Landesbischof der Evangelischen Landeskirche in Württemberg

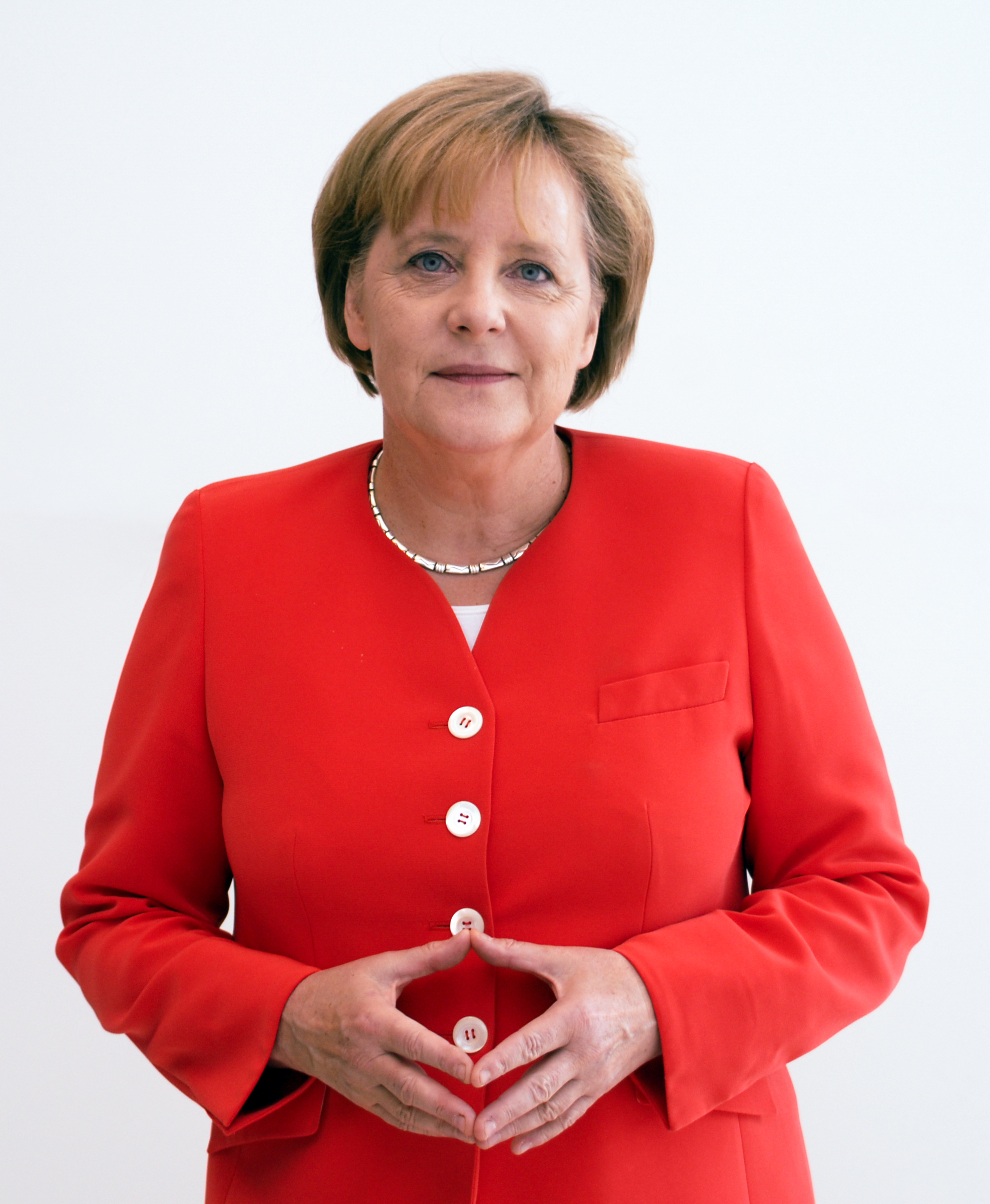
Angela Merkel (* 1954)

- 1954: Angela Merkel, deutsche Physikerin und Politikerin, ehemaliges MdB, Bundesministerin, Bundeskanzlerin
- 1954: Holger Rogall, deutscher Hochschulprofessor und Begründer der Nachhaltigen Ökonomie
- 1954: Joseph Michael Straczynski, US-amerikanischer Autor, Produzent von Fernsehserien und Drehbuchautor
- 1954: Gerhard Wagner, österreichischer Priester
- 1955: Martin R. Dean, Schweizer Schriftsteller
- 1955: Marie-Luise Neunecker, deutsche Hornistin
- 1956: Erica Maria Bruhn, deutsche Schlagersängerin
- 1956: Olha Husenko, sowjetische Ruderin

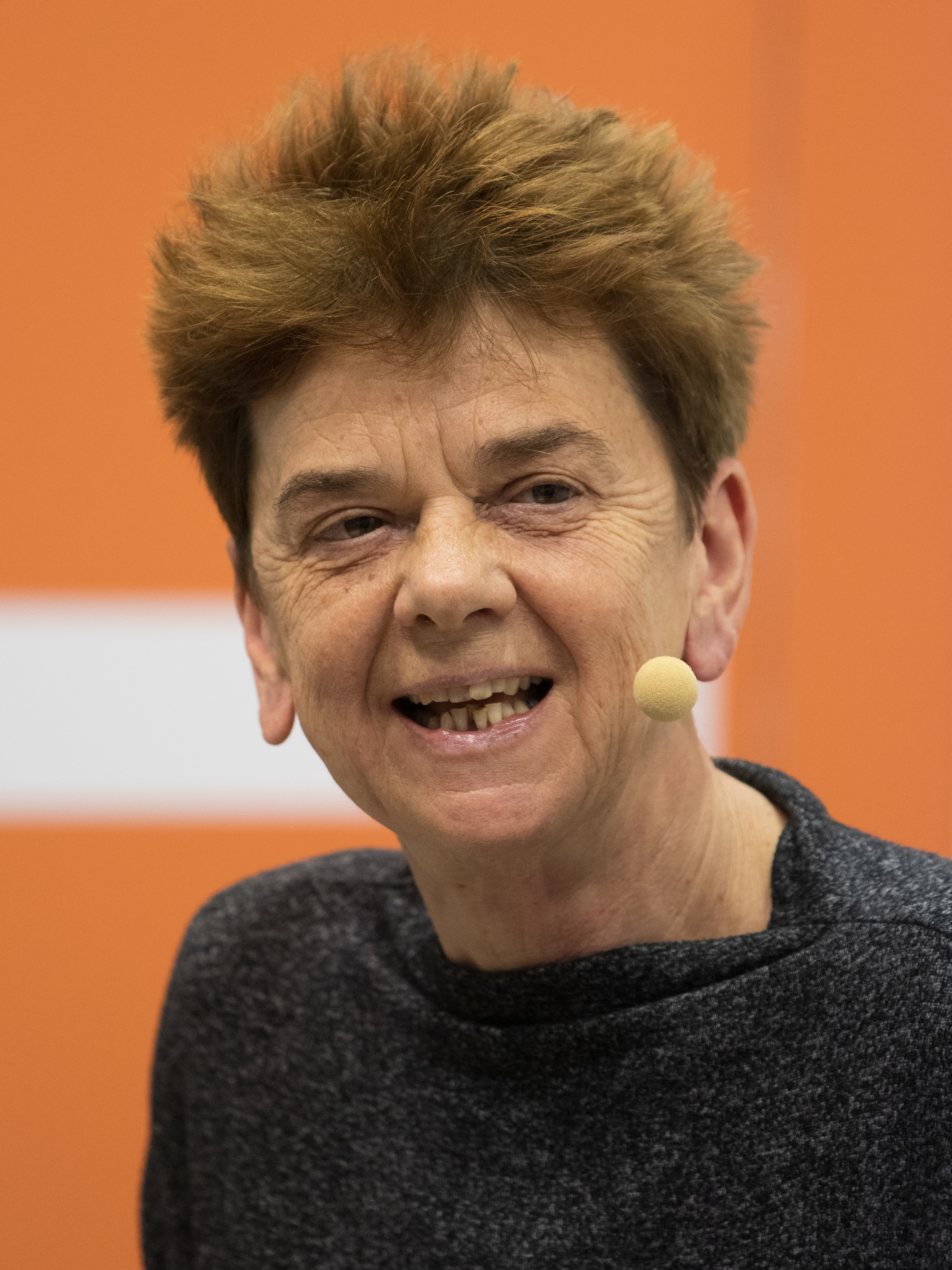
Angelika Overath (* 1957)

- 1957: Angelika Overath, deutsche Schriftstellerin und Journalistin
- 1957: Vesna Medenica, montenegrinische Juristin, Präsidentin des Obersten Gerichts
- 1958: Robert Kaller, deutscher freischaffender bildender Künstler und Kunstpädagoge
- 1958: Yiftach Katzur, israelischer Schauspieler und Unternehmensberater
- 1959: Jörg Knör, deutscher Komiker und Parodist
- 1960: Birgit Amend-Glantschnig, deutsche Kommunalpolitikerin
- 1960: Britta Böhler, deutsch-niederländische Rechtsanwältin und Politikerin
- 1960: Andrea Mandorlini, italienischer Fußballspieler und -trainer
- 1960: Wolfgang Rathert, deutscher Musikwissenschaftler
- 1960: Jan Wouters, niederländischer Fußballspieler
- 1961: Guru, US-amerikanischer Rapper
- 1961: Henning Lohner, deutscher Filmemacher und Komponist
- 1961: Zbigniew Zamachowski, polnischer Schauspieler
- 1962: Ivan, spanischer Popsänger
- 1963: Regina Belle, US-amerikanische Soul-Sängerin

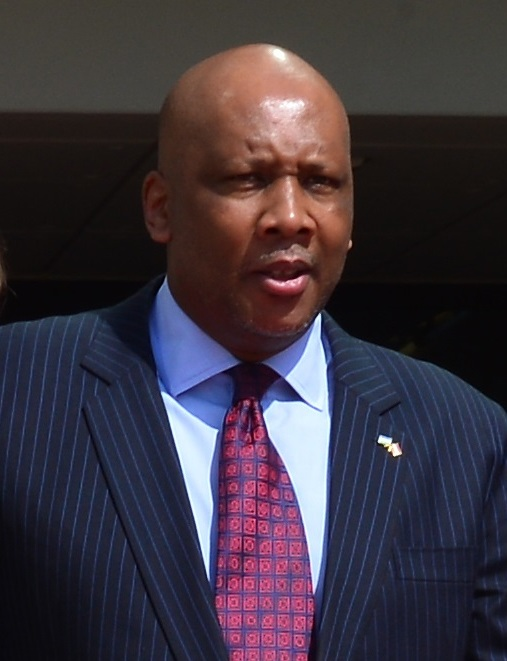
Letsie III. (* 1963)

- 1963: Letsie III., lesothischer König
- 1963: Matti Nykänen, finnischer Skispringer
- 1964: Norbert Dobeleit, deutscher Leichtathlet und Fernsehmoderator
- 1964: Michael Drmota, österreichischer Mathematiker und Hochschullehrer
- 1964: Earl Jones, US-amerikanischer Leichtathleth
- 1964: Heather Langenkamp, US-amerikanische Schauspielerin und Regisseurin
- 1964: Aldo Nicolini, italienischer Zauberkünstler
- 1964: Chris Ohnemus, deutsche Autorin
- 1964: Anders Wahlstedt, schwedischer Squashspieler
- 1964: Benjamin Ziemann, deutscher Historiker
- 1965: Stefan Henze, deutscher Politiker
- 1965: Bastian Sick, deutscher Journalist, Lektor, Übersetzer und Sachbuchautor
- 1966: Sten Tolgfors, schwedischer Politiker
- 1967: Alexandra Karle, deutsche Journalistin und Moderatorin
- 1967: Nathalie Kollo, deutsch-dänische Singer-Songwriterin, Moderatorin und Kinderbuchautorin
- 1967: Robert Thornton, schottischer Dartspieler
- 1967: Achim Wagner, deutscher Schriftsteller
- 1967: Marcus Walz, deutscher Unternehmer, Custombike-Bauer, Rennfahrer, Buchautor und TV-Protagonist
- 1968: Hakan Fidan, türkischer Politiker
- 1968: Michael Knodt, deutscher Autor und Fachjournalist
- 1968: Thorsten Krings, deutscher Professor
- 1968: Beth Littleford, US-amerikanische Schauspielerin
- 1968: Bitty Schram, US-amerikanische Schauspielerin
- 1968: Thomas Wachter, deutscher Notar und Rechtswissenschaftler
- 1968: Yang Xinhai, chinesischer Serienmörder
- 1969: Jaan Kirsipuu, estnischer Radrennfahrer
- 1969: Ulrich Schubert, deutscher Wissenschaftler
- 1970: Tom Lehel, deutscher Schauspieler, Fernsehmoderator, Komiker und Musiker
- 1970: Altin Rraklli, albanischer Fußballspieler
- 1971: Manuela Derr, deutsche Leichtathletin

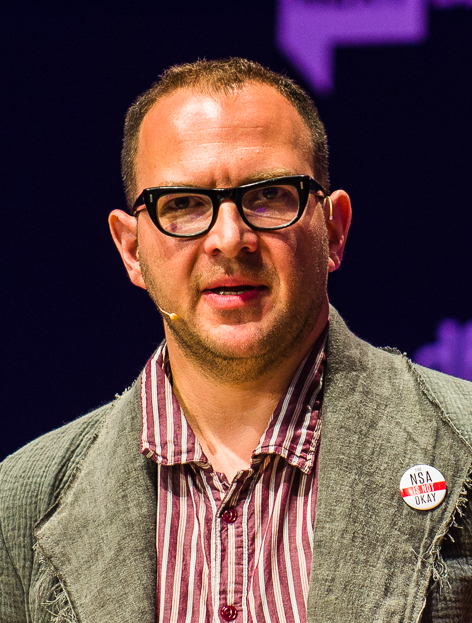
Cory Doctorow (* 1971)

- 1971: Cory Doctorow, kanadischer Science-Fiction-Autor
- 1972: Roger Bruns, deutscher Eishockeyspieler
- 1972: Erik Wudtke, deutscher Handballspieler und -trainer
- 1973: Marc Bauch, deutscher Gymnasiallehrer und Autor
- 1973: Halina Wawzyniak, deutsche Politikerin
- 1974: Hassan Annouri, marokkanischer Musiker und Produzent
- 1974: Boris Collardi, schweizerisch-italienischer Bankmanager
- 1975: Elena Anaya, spanische Schauspielerin
- 1975: Jewgenija Wiktorowna Artamonowa-Estes, russische Volleyballspielerin
- 1975: Darude, finnischer DJ
- 1975: Troy Ross, kanadischer Boxer
- 1975: Vincent Vittoz, französischer Skilangläufer

#### 1976–2000
- 1976: Wenke Kujala, deutsche Triathletin
- 1976: Anders Svensson, schwedischer Fußballspieler
- 1977: Mario Stecher, österreichischer Nordischer Kombinierer
- 1978: Émilie Simon, französische Sängerin und Komponistin
- 1978: Justine Triet, französische Filmregisseurin
- 1979: Michael Riegler, Liechtensteiner Skirennläufer
- 1979: Rudolf Skácel, tschechischer Fußballspieler
- 1980: Emil Angelow, bulgarischer Fußballspieler
- 1980: José Sand, argentinischer Fußballspieler
- 1981: Stefan Schröder, deutscher Handballspieler und -trainer
- 1981: Mélanie Thierry, französische Schauspielerin und Model
- 1981: Jakob M. Erwa, österreichischer Regisseur
- 1981: Anthony West, australischer Motorradrennfahrer

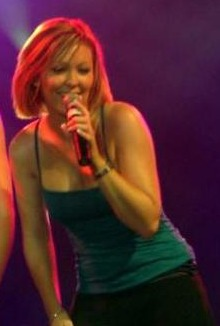
Natasha Hamilton (* 1982)

- 1982: Natasha Hamilton, britische Sängerin, Songschreiberin und Tänzerin
- 1982: René Herms, deutscher Leichtathlet
- 1982: Bobby Reynolds, US-amerikanischer Tennisspieler
- 1983: Larissa Aimée Breidbach, deutsche Schauspielerin
- 1983: Sarah Jones, US-amerikanische Schauspielerin
- 1984: Samyr Lainé, haitianischer Leichtathlet
- 1984: Katie Pfleghar, deutsche Schauspielerin
- 1985: Francis Banecki, deutscher Fußballspieler
- 1985: Tom Cullen, britischer Schauspieler
- 1985: Krisztina Triscsuk, russisch-ungarische Handballspielerin
- 1987: Gesine Agena, deutsche Politikerin
- 1987: Daniel Brands, deutscher Tennisspieler
- 1987: Franziska Breite, deutsche Film- und Theaterschauspielerin

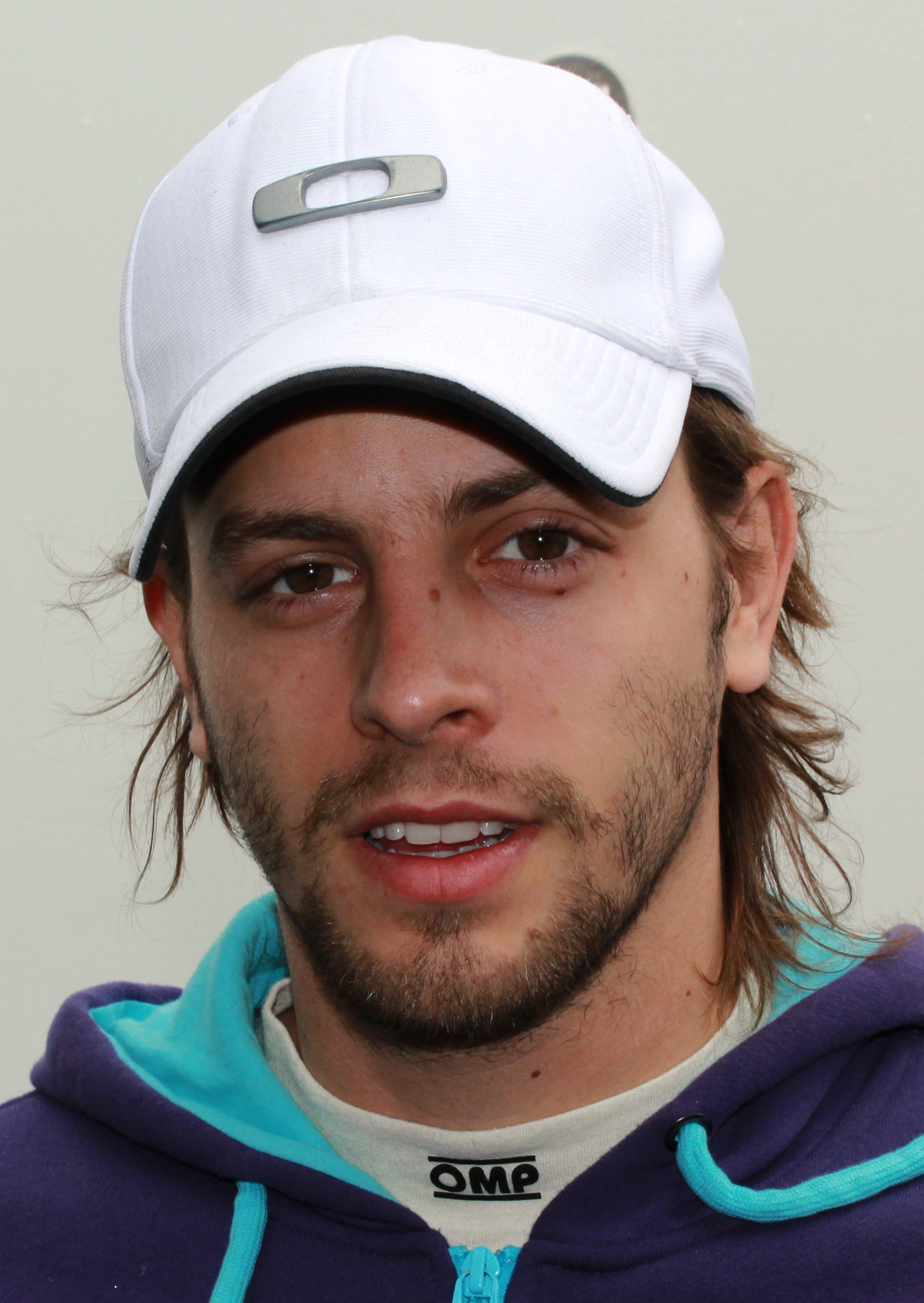
Jan Charouz (* 1987)

- 1987: Jan Charouz, tschechischer Automobilrennfahrer
- 1987: Ivan Strinić, kroatischer Fußballspieler
- 1988: Daniel Brosinski, deutscher Fußballspieler
- 1989: Marie Hacke, deutsche Schauspielerin
- 1989: Lisa Hrdina, deutsche Schauspielerin
- 1990: Heinz Lindner, österreichischer Fußballspieler
- 1990: Mattie Stepanek, US-amerikanischer Lyriker
- 1991: Abdulsamed Akin, deutscher Fußballspieler
- 1991: Morten Michelsen, deutscher Handballspieler
- 1992: Konrad Forenc, polnischer Fußballspieler
- 1993: Hadnet Kidane Asmelash, äthiopische Radsportlerin
- 1995: Raffaele Buzzi, italienischer Nordischer Kombinierer
- 1995: Kiveli Dörken, deutsch-griechische Pianistin
- 1996: Jeffrey Wahlberg, US-amerikanischer Filmschauspieler
- 1997: Kristjan Arh Česen, slowenischer Fußballspieler
- 1997: Sigurd Haugen, norwegischer Fußballspieler
- 1998: Riikka Honkanen, finnische Skirennläuferin
- 1998: Lilli Schweiger, deutsche Schauspielerin
- 2000: Nico Liersch, deutscher Schauspieler
- 2000: Roven Vogel, deutscher Schachspieler

### 21. Jahrhundert

#### 2001–2025
- 2001: Lennert Van Eetvelt, belgischer Radrennfahrer
- 2002: Enzo Millot, französischer Fußballspieler
- 2006: Finn Jeltsch, deutscher Fußballspieler

## Gestorben

### Vor dem 15. Jahrhundert
- 0521: Magnus Felix Ennodius, Bischof von Pavia
- 0855: Leo IV., Papst
- 0924: Eduard der Ältere, König von Wessex
- 1012: Koloman, angeblich ein irischer Königssohn, der in Österreich als Heiliger verehrt wird
- 1070: Balduin VI., Graf von Flandern
- 1085: Robert Guiskard, normannischer Fürst, Herzog von Apulien und Kalabrien und Herzog von Benevent
- 1134: Centulle VI., Vizegraf von Béarn
- 1141: Adalbert II. von Saarbrücken, Erzbischof von Mainz
- 1172: Eberhard II. von Otelingen, Bischof von Bamberg
- 1172: Konrad I. von Riddagshausen, Bischof von Lübeck

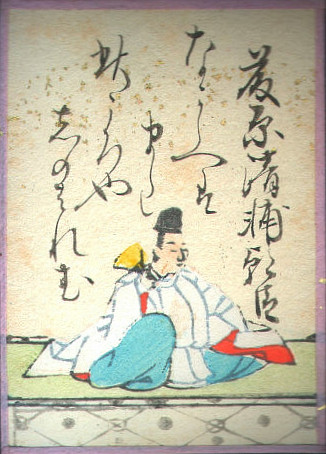
Fujiwara no Kiyosuke († 1177)

- 1177: Fujiwara no Kiyosuke, japanischer Dichter
- 1198: Nerses von Lambron, Erzbischof von Tarsus
- 1210: Folke Birgersson, schwedischer Jarl
- 1210: Sverker II., König von Schweden
- 1270: Marguerite, Markgräfin von Namur
- 1304: Edmund Mortimer, englischer Adliger
- 1368: Otto II. von Wettin, Bischof von Minden
- 1395: Imer von Ramstein, Bischof von Basel
- 1399: Hedwig von Anjou, Herrscherin („König“) von Polen, katholische Heilige (heilige Hedwig von Polen)
- 1399: Lamprecht von Brunn, Bischof von Brixen, Speyer, Straßburg und Bamberg

### 15. bis 17. Jahrhundert
- 1416: Günther XXX., Graf von Schwarzburg
- 1426: Wilhelm I., Graf von Henneberg-Schleusingen
- 1453: John Talbot, 1. Earl of Shrewsbury, englischer Feldherr des Hundertjährigen Krieges

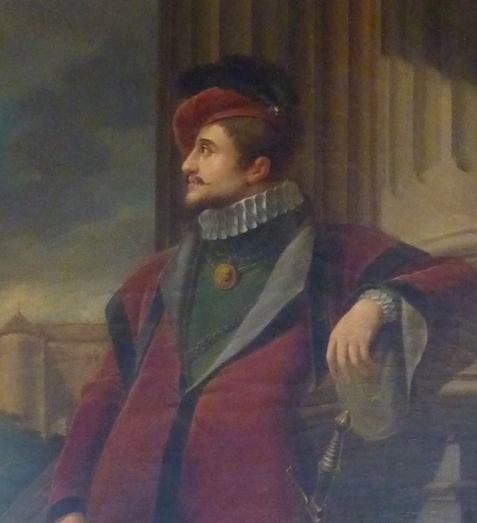
Georg I. († 1558)

- 1512: Pallas Spangel, katholischer Priester, Theologe und Rektor der Universität Heidelberg, außerdem Berater des Kurfürsten und kurpfälzischer Vizekanzler
- 1517: Johann Badendorp, Ratssekretär der Hansestadt Lübeck
- 1525: Charles I. de Lalaing, niederländischer Adliger
- 1531: Hosokawa Takakuni, japanischer Militärkommandeur
- 1545: Georg Binder, Schweizer Lehrer, Theaterschaffender und Übersetzer
- 1558: Georg I., Graf von Württemberg-Mömpelgard

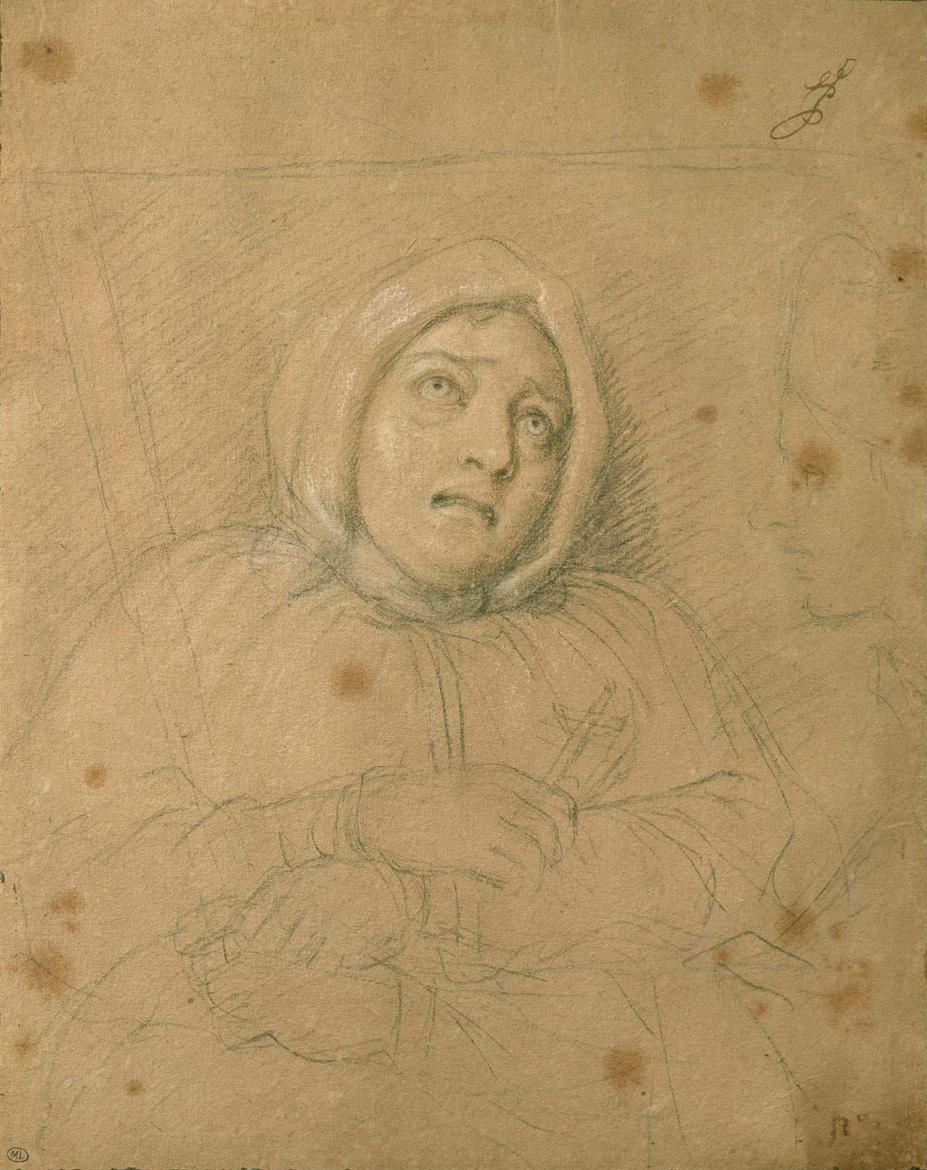
Marie-Madeleine de Brinvilliers († 1676)

- 1561: Vojtěch von Pernstein, böhmisch-mährischer Adliger
- 1571: Georg Fabricius, protestantischer deutscher Dichter, Historiker und Archäologe
- 1583: Mette Fliß, Opfer der Hexenverfolgung in Wernigerode
- 1588: Sinan, osmanischer Architekt, Bauingenieur und Städtebauer
- 1602: Friedrich Wilhelm I., Herzog von Sachsen-Weimar
- 1627: Lieven de Key, niederländischer Architekt
- 1651: Wilhelm Biener, deutsch-österreichischer Jurist und Tiroler Kanzler
- 1655: Elisabeth von Hessen-Darmstadt, Gräfin von Nassau-Weilburg
- 1676: Marie-Madeleine de Brinvilliers, französische Giftmörderin
- 1691: Heinrich Ammersbach, deutscher Pfarrer und Schriftsteller

### 18. Jahrhundert
- 1701: Giulio Cesare Arresti, italienischer Organist, Kapellmeister und Komponist
- 1709: Pascal Collasse, französischer Komponist
- 1748: Franz Karl Conradi, deutscher Rechtswissenschaftler
- 1749: Samuel Henzi, Schweizer Revolutionär
- 1752: Gabriel Johnston, britischer Kolonialgouverneur von North Carolina
- 1752: Daniel Juslenius, finnischer Historiker, Philosoph und Theologe sowie Bischof von Porvoo und Skara
- 1755: Manuel de Lara Churriguera, spanischer Architekt und Bildhauer

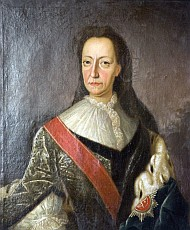
Marie Elisabeth († 1755)

- 1755: Marie Elisabeth von Schleswig-Holstein-Gottorf, Äbtissin des reichsunmittelbaren und freiweltlichen Stifts Quedlinburg
- 1756: Johann Friedrich Starck, preußischer lutherischer Theologe, pietistischer Erbauungsschriftsteller
- 1762: Peter III., russischer Zar
- 1766: Giuseppe Castiglione, italienischer Jesuit, Missionar und Maler in China
- 1766: Barthold Fritze, deutscher Erfinder, Tasteninstrumentenbauer und Musiktheoretiker
- 1767: Norbert Grund, tschechischer Maler
- 1785: Margaret Cavendish Bentinck, britische Botanikerin
- 1786: Heinrich Michael Hebenstreit, deutscher Jurist und Rechtshistoriker
- 1787: Johann Ernst Döring, deutscher Orgelbauer
- 1787: Hannikel, württembergischer Räuber
- 1790: Adam Smith, britischer Philosoph und Ökonom
- 1793: Joseph Chalier, französischer Jakobiner
- 1793: Charlotte Corday, französische Adlige und Attentäterin
- 1794: Charlotte Thouret, französische Ordensschwester

### 19. Jahrhundert
- 1801: Thérèse Levasseur, Lebensgefährtin von Jean-Jacques Rousseau
- 1802: Honorat Goehl, deutscher römisch-katholischer Geistlicher

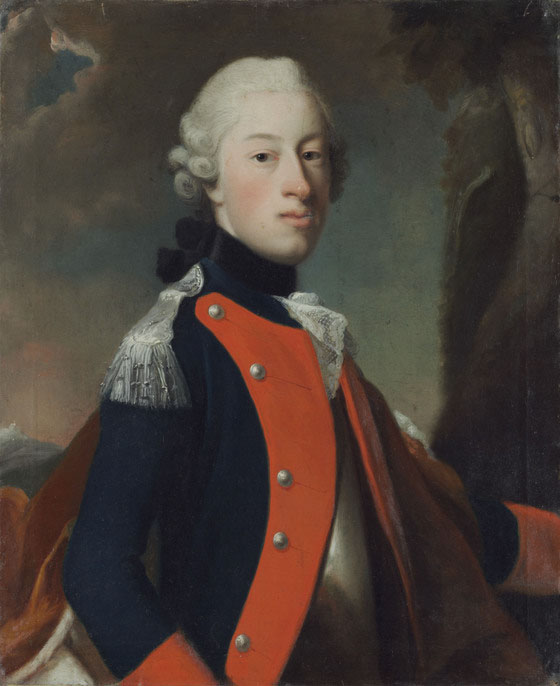
Adolf († 1803)

- 1803: Adolf, Landgraf von Hessen-Philippsthal-Barchfeld
- 1803: James T. Callender, schottisch-US-amerikanischer Schriftsteller und Satiriker
- 1804: Christian Ernst Graf, deutscher Komponist
- 1821: Fulgencio Yegros, erster Präsident von Paraguay
- 1824: Tench Coxe, Delegierter für Pennsylvania im Kontinentalkongress
- 1826: Joseph Graetz, deutscher Organist, Komponist und Musiklehrer
- 1834: Friedrich Theodor Kühne, deutscher Hochschullehrer und Sprachwissenschaftler
- 1838: Karl Christian Palmer, deutscher evangelischer Theologe
- 1844: Christoph Arnold, deutscher Architekt

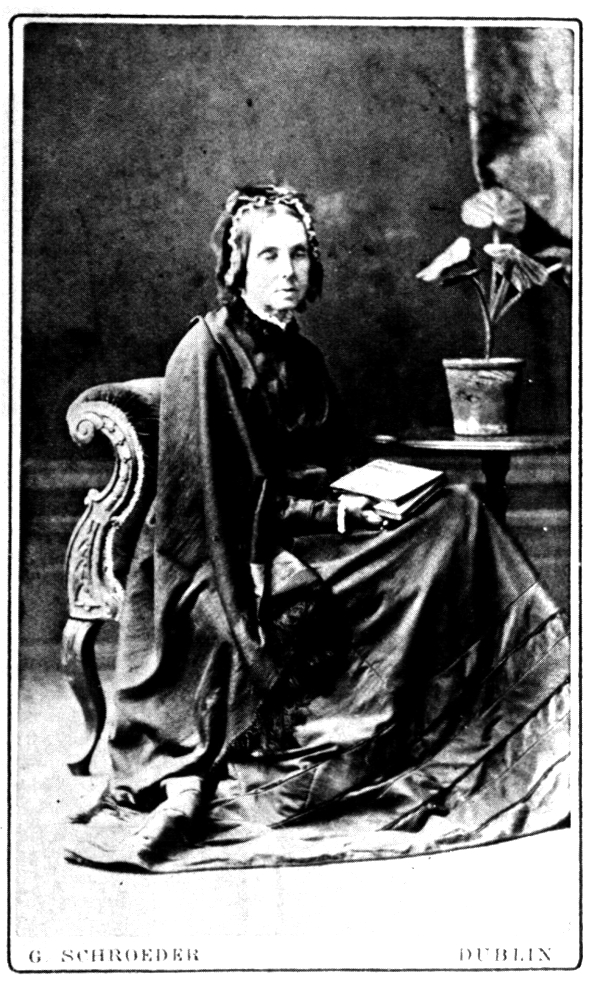
Mary Ball († 1898)

- 1845: Charles Grey, 2. Earl Grey, britischer Staatsmann
- 1849: Alojz Ipavec, slowenischer Komponist
- 1851: Béni Egressy, ungarischer Komponist, Librettist, Übersetzer und Schauspieler
- 1858: Johann Georg Wilhelm Wilhelmy, deutscher Orgelbauer
- 1859: Stephanie von Hohenzollern-Sigmaringen, Prinzessin von Hohenzollern-Sigmaringen und Königin von Portugal
- 1873: Moritz von Todesco, österreichischer Bankier, Unternehmer und Kunstmäzen
- 1875: Leopold Copeland Parker Cowper, US-amerikanischer Politiker und Jurist
- 1881: Jim Bridger, US-amerikanischer Trapper, Scout und Entdecker
- 1894: Gisle Johnson, norwegischer Theologe
- 1894: Joseph Hyrtl, österreichischer Anatom
- 1896: Friederike Bäuerle, österreichische Pianistin und Schriftstellerin
- 1896: Rainilaiarivony, Premierminister des Königreichs Madagaskar
- 1898ː Mary Ball, irische Naturforscherin und Entomologin

### 20. Jahrhundert

#### 1901–1950
- 1903: James McNeill Whistler, amerikanischer Maler
- 1904: Wilhelm Marr, deutscher politischer Journalist
- 1906: Carlos Pellegrini, Präsident von Argentinien
- 1906: Georg Wilhelm Rauchenecker, deutscher Geiger und Musikdirektor
- 1907: Ludwig Arnsperger, badischer Ministerialbeamter
- 1910: Aleksandar Bogoridi, Phanariot, Aktivist der Bulgarischen Nationalen Wiedergeburt
- 1912: Henri Poincaré, französischer Mathematiker und theoretischer Physiker
- 1913: Armes Beaumont, australischer Sänger
- 1915ː Maria Karolina von Österreich, Erzherzogin von Österreich
- 1917: Gustav Denhardt, deutscher Afrikaforscher

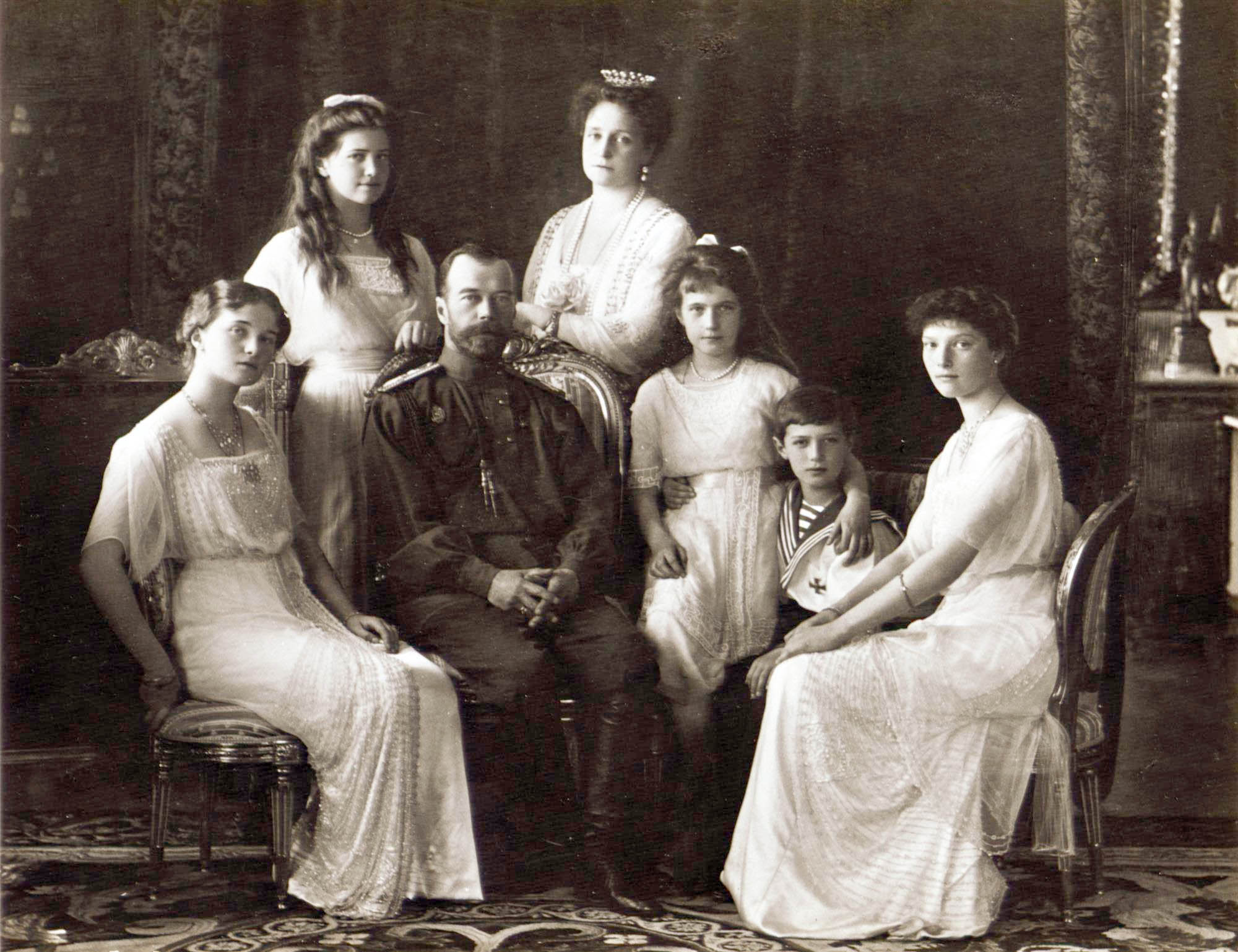
Russische Zarenfamilie († 1918)

- 1918: Alexandra Fjodorowna, als Gattin von Nikolaus II. letzte Kaiserin von Russland
- 1918: Nikolaus II., Zar von Russland
- 1918: Alexei Nikolajewitsch Romanow, Zarewitsch von Russland
- 1918: Anastasia Nikolajewna Romanowa, Tochter von Zar Nikolaus II.
- 1918: Maria Nikolajewna Romanowa, Tochter von Zar Nikolaus II.
- 1918: Olga Nikolajewna Romanowa, Tochter von Zar Nikolaus II.
- 1918: Tatjana Nikolajewna Romanowa, Tochter von Zar Nikolaus II.
- 1920: Christopher Bruun, norwegischer Geistlicher, Begründer der norwegischen Volkshochschule
- 1923: Karel Klostermann, österreichisch-tschechoslowakischer Schriftsteller
- 1923: Philipp Stauff, deutscher Journalist und Schriftsteller
- 1925: Lovis Corinth, deutscher Maler
- 1925ː Marthe Renate Fischer, deutsche Schriftstellerin

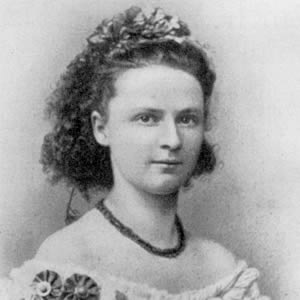
Luise Adolpha Le Beau († 1927)

- 1927: Luise Adolpha Le Beau, deutsche Pianistin und Komponistin
- 1928: Álvaro Obregón, mexikanischer Militär und Politiker, Minister, Staatspräsident
- 1931: Nicolae Paulescu, rumänischer Physiologe, Entdecker des Insulins
- 1937: Paul Julius Arndt, deutscher Klassischer Archäologe
- 1937: Harriet Chalmers Adams, US-amerikanische Entdeckerin
- 1937: Carl Hosius, deutscher Altphilologe
- 1937: Gabriel Pierné, französischer Komponist
- 1941: Emil Barth, deutscher Politiker, Mitglied des Rates der Volksbeauftragten
- 1941: Armand Dufaux, französisch-schweizerischer Luftfahrtpionier, Erfinder und Konstrukteur
- 1943: Sepp Amschl, österreichischer Lehrer und Komponist
- 1943: Mathilde Vollmoeller-Purrmann, deutsche Malerin
- 1944ː Helene von Nostitz, deutsche Schriftstellerin und Salonnière
- 1945: Ernst Busch, deutscher Generalfeldmarschall
- 1946: Florence Fuller, australische Malerin
- 1949: Miel Mundt, niederländischer Fußballspieler

#### 1951–2000
- 1953: Maude Adams, US-amerikanische Theaterschauspielerin
- 1954: Marguerite Steinheil, französische Salonnière
- 1955: Ludwig Wolker, führende Gestalt der katholischen Jugendbewegung, Mitbegründer des Bundes der deutschen katholischen Jugend
- 1956: Bodo von Borries, deutscher Elektrotechniker, Miterfinder des Elektronenmikroskops
- 1957: Carl Auböck senior, österreichischer Maler und Designer
- 1958: Henri Farman, französischer Luftfahrtpionier

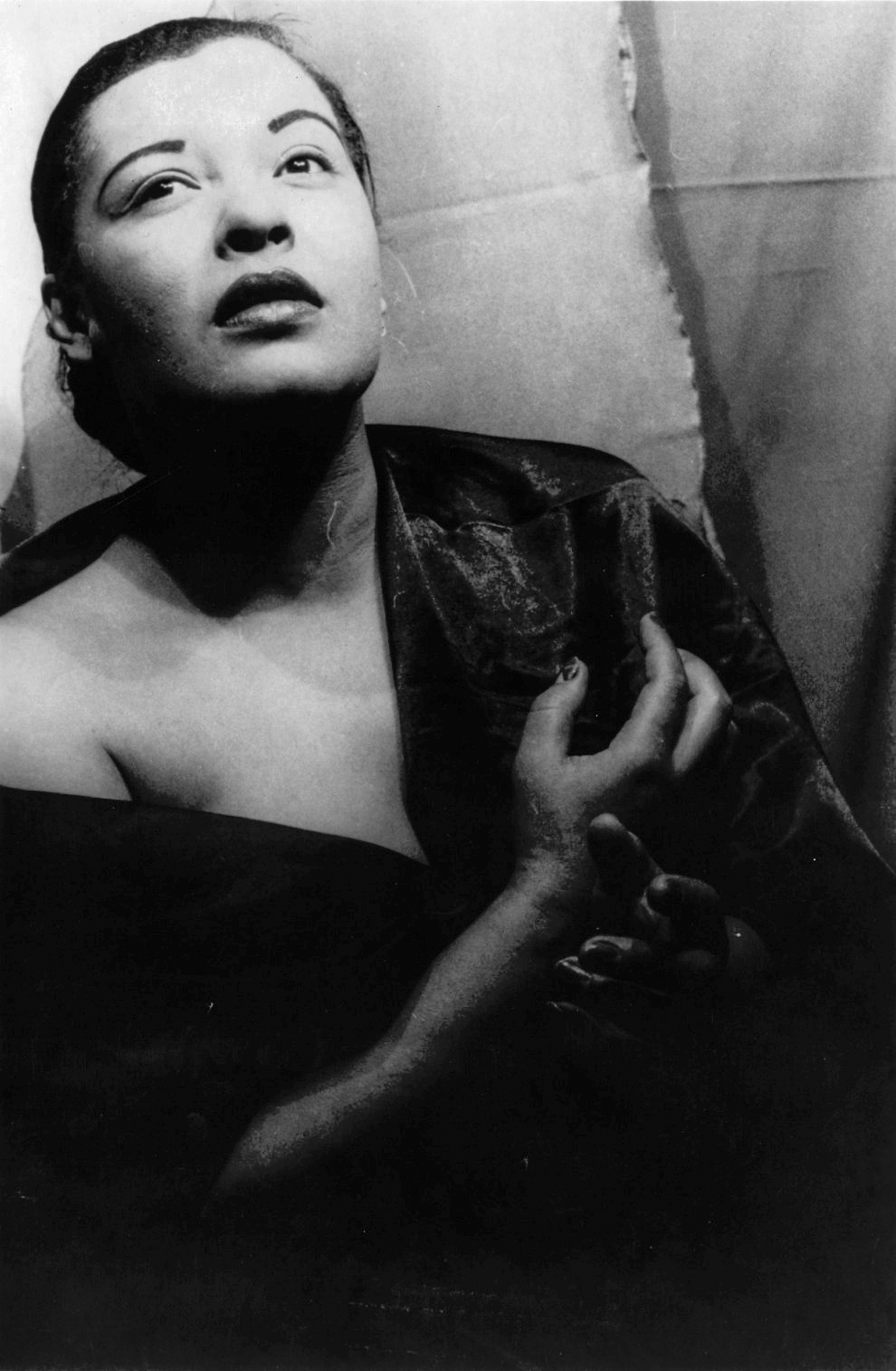
Billie Holiday († 1959)

- 1959: Hermenegildo Anglada Camarasa, spanischer Maler
- 1959: Billie Holiday, US-amerikanische Jazzsängerin
- 1961: Ty Cobb, US-amerikanischer Baseballspieler und -manager
- 1965: Eugène Bigot, französischer Dirigent und Komponist
- 1967: Cyril Ring, US-amerikanischer Schauspieler
- 1967: John Coltrane, US-amerikanischer Jazz-Saxophonist
- 1972: Friedrich von Basse, deutscher Regierungsbeamter und Politiker, MdL
- 1975: Konstantine Gamsachurdia, georgischer Schriftsteller
- 1975: Claude Perry, US-amerikanischer American-Football-Spieler
- 1977: Zózimo, brasilianischer Fußballspieler, Weltmeister
- 1978: Gerhard Schutte, niederländischer Judoka
- 1983: Roosevelt Sykes, US-amerikanischer Blues-Musiker
- 1985: Susanne K. Langer, US-amerikanische Philosophin
- 1985: Wynn Stewart, US-amerikanischer Country-Sänger
- 1987: Jörg Fauser, deutscher Schriftsteller und Journalist
- 1989: Heinz Risse, deutscher Schriftsteller und Automobilrennfahrer
- 1990: Edgar Rabsch, deutscher Organist, Chorleiter und Komponist
- 1990: Josef Schmidhuber, deutscher Chorleiter, Organist, Dirigent und Musikpädagoge
- 1991: Werner Hausmann, Schweizer Schauspieler, Fernsehmoderator, Autor, Hörspielregisseur und -sprecher
- 1993: Gunter Gudian, deutscher Rechtshistoriker
- 1995: Juan Manuel Fangio, argentinischer Automobilrennfahrer
- 1995: Rainer Kunad, deutscher Komponist
- 1999: Max Baumann, deutscher Komponist
- 2000: Pascale Audret, französische Schauspielerin

### 21. Jahrhundert

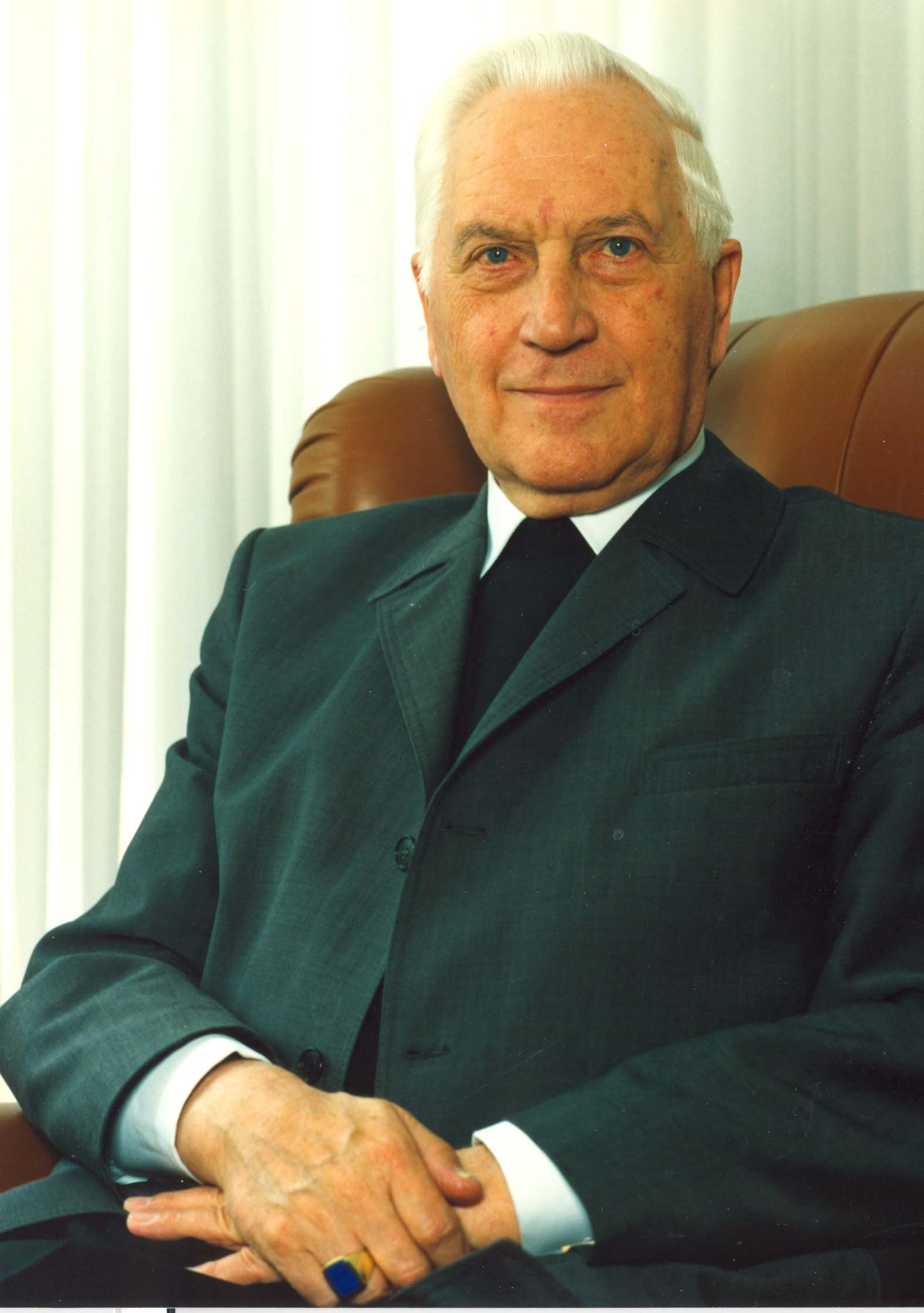
Johannes Braun († 2004)

- 2001: Timur Awtandilowitsch Apakidse, russischer Generalmajor
- 2002: Joseph Luns, niederländischer Politiker
- 2002: Walentina Alexejewna Winogradowa, sowjetisch-russische Volleyballspielerin
- 2003: Hans Abich, deutscher Filmproduzent und Rundfunkpublizist
- 2003: Erland Herkenrath, Schweizer Handballspieler

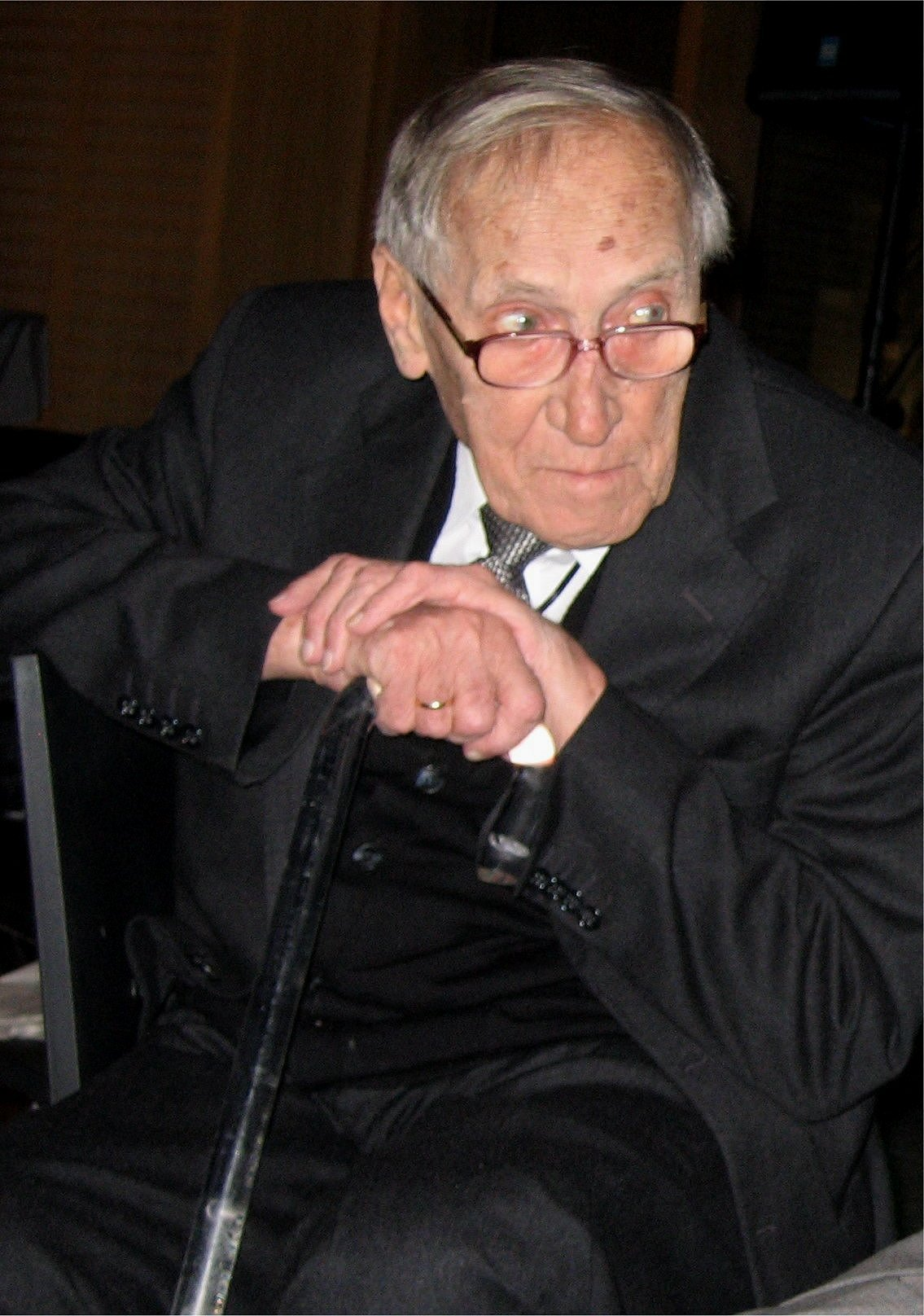
Leszek Kołakowski († 2009)

- 2003: David Kelly, britischer Mikrobiologe und Biowaffenexperte
- 2003: Walter Zapp, deutscher Erfinder der Kleinstbildkamera (Minox)
- 2004: Johannes Braun, deutscher römisch-katholischer Bischof des Bischöflichen Amtes Magdeburg
- 2005: Geraldine Fitzgerald, irisch-US-amerikanische Film- und Theaterschauspielerin
- 2005: Edward Heath, britischer Politiker
- 2006: Günter Ebert, deutscher Schriftsteller und Journalist
- 2006: Sergius Golowin, Schweizer Autor, Mythenforscher und Publizist
- 2006: Elfriede Kuzmany, österreichische Schauspielerin
- 2006: Mickey Spillane, US-amerikanischer Krimi-Schriftsteller und Comic-Texter

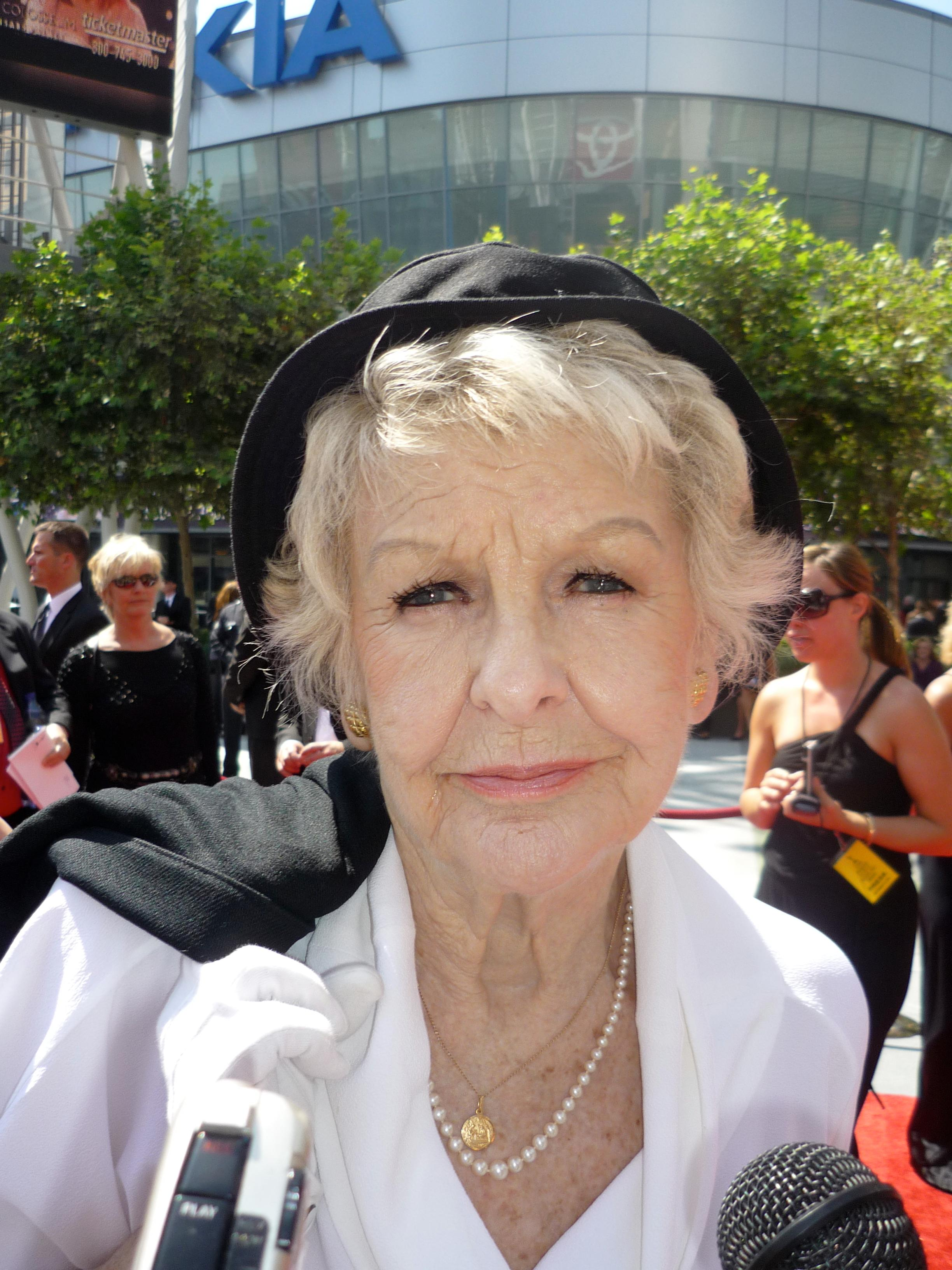
Elaine Stritch († 2014)

- 2008: Willi Birkelbach, deutscher Politiker
- 2008: Paul Sorensen, US-amerikanischer Schauspieler
- 2009: Meir Amit, israelischer General, Direktor des Mossad
- 2009: Walter Cronkite, US-amerikanischer Nachrichtensprecher
- 2009: Leszek Kołakowski, polnischer Philosoph und Essayist
- 2011: Juan Arza, spanischer Fußballspieler und -trainer
- 2011: Taiji Sawada, japanischer Musiker
- 2011: Alex Steinweiss, US-amerikanischer Grafikdesigner

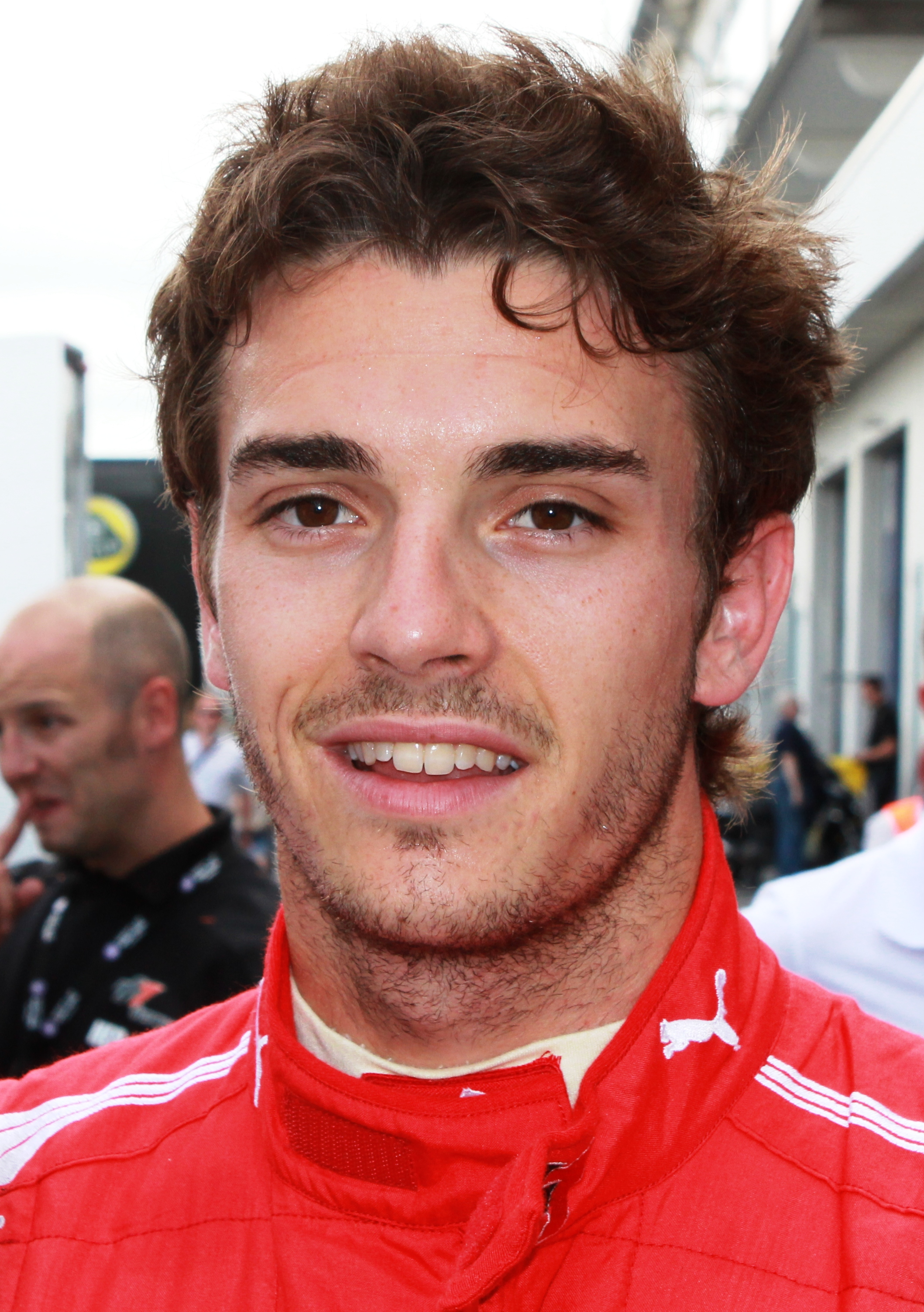
Jules Bianchi († 2015)

- 2012: Ottorino Pietro Alberti, italienischer Erzbischof
- 2012: Curd Ochwadt, deutscher Schriftsteller, Übersetzer, Herausgeber und Verleger
- 2012ː Gunnhild Ruben, deutsche Architektin und Heimatforscherin

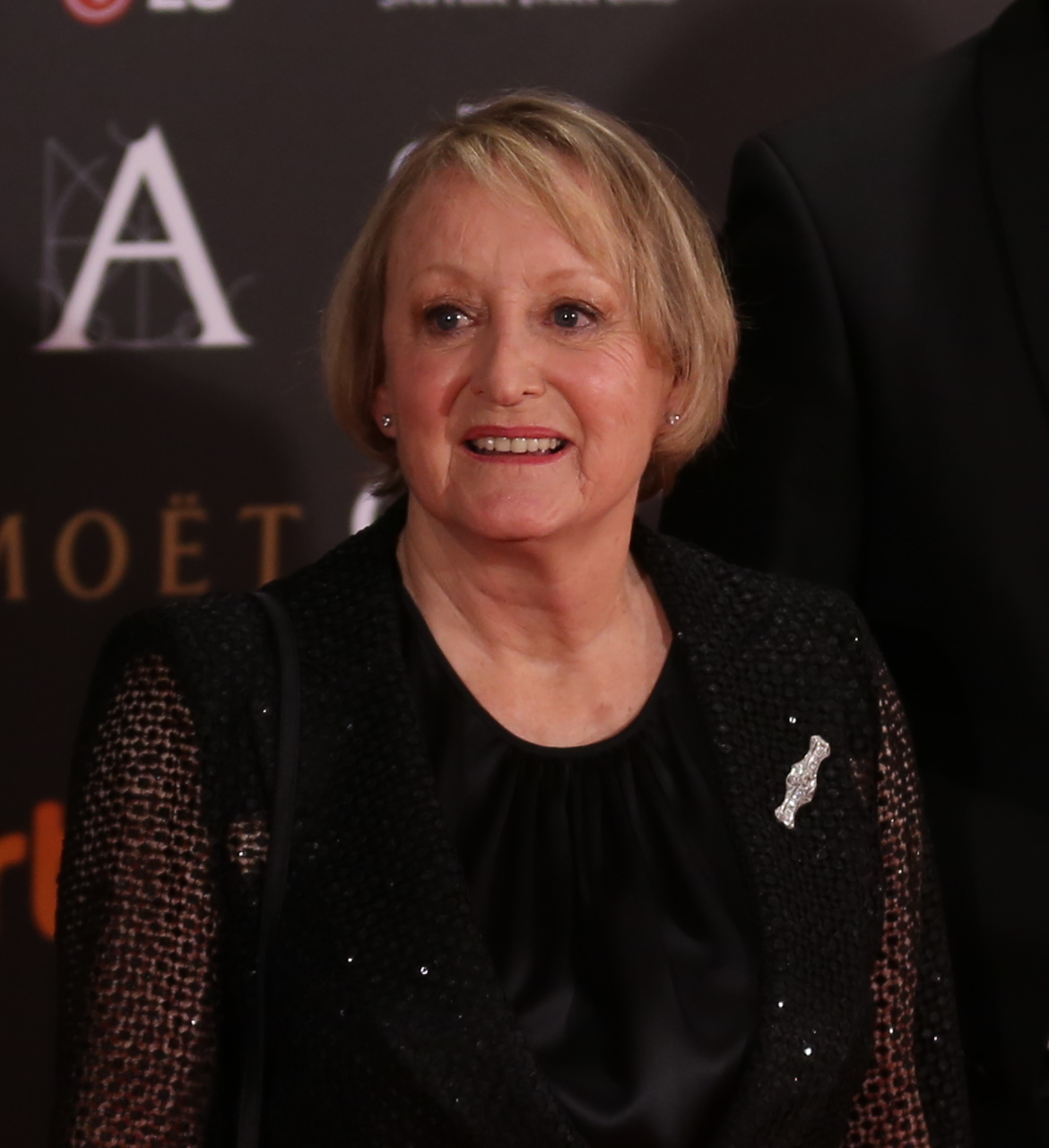
Yvonne Blake († 2018)

- 2013: Peter Appleyard, kanadischer Jazzmusiker
- 2013: Manfred Gebhardt, deutscher Journalist und Autor
- 2014: Otto Piene, deutscher bildender Künstler
- 2014: Elaine Stritch, US-amerikanische Schauspielerin
- 2015: Elsbeth Arlt, deutsche Künstlerin
- 2015: Jules Bianchi, französischer Automobilrennfahrer
- 2015: Nova Pilbeam, britische Schauspielerin
- 2016: Achille Casanova, Schweizer Regierungssprecher
- 2016: Dieter Biallas, deutscher Mathematiker und Politiker, Hamburger Senator
- 2016: Paul Johnson, amerikanischer Eishockeyspieler
- 2016: Willi Kostrewa, deutscher Fußballspieler
- 2017: Wolfgang Manecke, deutscher Journalist und Organologe
- 2017: Karl-Heinz Schulmeister, deutscher Politiker
- 2018: Yvonne Blake, britisch-spanische Kostümbildnerin und Oscargewinnerin
- 2018: Erardo Cristoforo Rautenberg, deutscher Jurist und Publizist
- 2019: Andrea Camilleri, italienischer Drehbuchautor, Theater- und Fernsehregisseur und Schriftsteller
- 2019: Willy Dirtl, österreichischer Balletttänzer und Choreograf
- 2020: John Lewis, US-amerikanischer Politiker und Bürgerrechtler
- 2020: James Innell Packer, britisch-kanadischer Theologe und Autor
- 2021: John Ehrensbeck, US-amerikanischer Biathlet und Skirennläufer
- 2021: Youssoupha Ndiaye, senegalesischer Jurist, Sportfunktionär und Politiker
- 2021: Peter Schukraft, deutscher Fußballspieler
- 2021: Graham Vick, britischer Opernregisseur
- 2023: Valentin Gheorghiu, rumänischer Pianist und Komponist
- 2023: Sue Marx, US-amerikanische Filmregisseurin und Produzentin
- 2024ː Marcela Krinke Susmelj, schweizerisch-tschechoslowakische Dressurreiterin
- 2024ː Rosa Regàs, spanische Schriftstellerin
- 2025: Felix Baumgartner, österreichischer Base-Jumper und Extremsportler

## Feier- und Gedenktage
- Kirchliche Gedenktage
  - Hl. Alexius von Edessa, römischer Einsiedler und Schutzpatron (katholisch, orthodox)
  - Hl. Scilitanische Märtyrer, algerische Märtyrer (evangelisch, katholisch, orthodox)

Weitere Einträge enthält die Liste von Gedenk- und Aktionstagen.